# 미나모토노 요리토모
미나모토노 요리토모(일본어: 源 賴朝, 1147년 5월 9일 ~ 1199년 2월 9일)는 헤이안 시대 말기부터 가마쿠라 시대 초기까지 무장으로, 겐페이 전쟁에서 겐지(源氏)를 이끌었던 무사 가운데 한 명이었으며, 가마쿠라 막부를 개창한 초대 정이대장군이다.
헤이안 시대 말기 유력한 무문(武門)이었던 가와치 겐지의 도료(棟梁) 미나모토노 요시토모의 3남으로 태어나 아버지 요시토모와 함께 싸운 헤이지의 난에서 헤이시(平氏)에 패해 이즈국으로 유배되었다. 그곳에서 황족 모치히토 왕의 영지(令旨)를 받고 이후 극적으로 회생, 미나모토노 요시나카 등 겐지들과 함께 거병해 간토의 헤이케 세력을 평정하고 가마쿠라를 본거지로 삼았다. 헤이케를 쓰러뜨린 뒤 전공이 뛰어났던 이복 동생 요시쓰네를 추방해 권력을 강화했다. 또, 여러 지방에 슈고와 지토를 파견하여 힘을 키웠으며 오슈 전쟁에서 오슈 후지와라씨를 멸하였다. 겐큐 3년(1192년) 정이대장군으로 취임했다.
이로써 조정으로부터 반 독립적인 정권을 창출하였고, 이 정권은 그 후 소재지 이름을 따서 '가마쿠라 막부'로 불렸다. 이러한 '막부'에 의한 무가정권은 왕정복고의 대호령이 행해지는 게이오 3년(1868년)까지 약 680년간 지속했다.

## 생애

### 생애 초반

#### 출생
규안(久安) 3년 4월 8일에 미나모토노 요시토모의 셋째 아들이자 적자(嫡子)로서 오와리국 아쓰타(熱田, 지금의 일본 나고야시 아쓰타 구)에서 태어났다. 아명은 귀무자(鬼武者 오니부샤[*]) 또는 오니타케마루(鬼武丸). 어머니는 요시토모의 정실로 아쓰타 신궁의 오구지(大宮司) 후지와라노 스에노리의 딸인 유라 고젠이다.
아버지 요시토모는 세이와 천황을 시조로 하며, 가와치국을 본거지로 4대에 걸쳐 도고쿠에서 세력을 쌓아 겐지 무사단을 형성한 가와치 겐지의 도료였다. 요시토모는 호겐 원년(1156년)의 호겐의 난에서 다이라노 기요모리와 함께 고시라카와 천황을 따라 전투를 승리로 이끌었다. 요리토모는 그때 아버지를 따라 온조시(御曹司, 후계자라는 뜻)로서 관직을 역임했고, 호겐 3년(1158년)에는 고시라카와 천황의 준모(准母) 로서 황후궁에 든 무네코(統子) 내친왕을 섬겨 황후궁권소진(皇后宮權少進)이 되었다. 헤이지 원년(1159년)에 무네코 내친왕이 쇼사이몬인(上西門院)의 원호를 선하받은 뒤에는 조사이몬인 구로우도(上西門院藏人)로서 섬겼다. 또한 그 해 1월에 우효에노쇼칸(右近衛將監), 6월에는 니조 천황의 구로우도(藏人)로 보임되기에 이른다. 이는 관직이 없었던 맏형 요시히라(義平), 먼저 관직에 나간 둘째 형 도모나가(朝長)보다도 빠른 승진이었다.

#### 유년기와 소년기
호겐의 난 이후, 일본 조정에서는 니조 천황을 지지하는 친정파와 고시라카와 상황을 지지하는 인세이파가 대립하고, 친정파의 중심 인물로써 급속하게 세력을 키워나가던 신제이(信西)에 대한 반감이 커져만 갔다. 요리토모의 아버지 요시토모는 헤이지 원년(1159년) 12월 9일, 고시라카와 상황의 근신이었던 후지와라노 노부요리(藤原信賴)가 주동이 된 헤이지의 난에 가세하여 별궁 산조도노(三條殿)을 습격해 불살랐다. 처음 신제이를 추토하려던 관군의 입장에서 그 은상으로 실시된 관리 임명 때, 13세의 요리토모는 우효에노스케(右兵衛權佐)에 임명되었다. 그러나 니조 천황의 측근들의 계략으로 천황은 대궐을 떠나 로쿠하라(六波羅)에 있던 기요모리의 저택으로 파천했고, 27일에 '관군'이 된 헤이시가 '조적(朝敵)' 노부요리를 기습했다. 이 싸움에서 노부요리파에 가담했던 요시토모는 헤이시에 패하고, 가와치 겐지 일문에게 내려졌던 관직도 모두 잃은 채 교토를 떠나야 했다.
본거지 도고쿠로 낙향하는 아버지를 따라 요리토모는 여덟 기를 거느리고 함께했지만, 도중에 아버지와도 떨어지고 그만 헤이시의 게닌(家人) 다이라노 무네키요(平宗淸)에게 붙들리고 만다. 여기에 요시토모까지 오와리에서 가신에게 배신당해 살해되고, 맏형 요시히라와 둘째 형 도모나가는 처형당하거나 또는 도망치다가 부상을 입어 죽었다.
에이랴쿠 원년(1160년) 2월 9일, 교토의 로쿠하라에 보내진 요리토모는 기요모리의 계모 이케노젠니(池禪尼)의 구명으로 간신히 목숨만은 면하고 죽음을 면한 요리토모는 3월 11일, 이즈의 히루가코지마(蛭ヶ小島)로 유배되었다. 또한 그 날 헤이지의 난에 관여한 후지와라노 쓰네무네(藤原經宗) · 후지와라노 고레카타(藤原惟方) 및 그 형제들도 유배형에 처해졌다.

#### 이즈에서의 유배 생활
요리토모의 유배생활에 대해 전하는 사료는 남아있지 않다. 유배생활이긴 했지만, 그는 은인자중하면서 유모 히키노아마(比企尼)나 외가인 아쓰타 다이구지의 원조를 받으며 사냥을 즐기는 등 비교적 자유로운 생활을 누렸던 것으로 보인다.
히키노아마의 사위인 아다치 모리나가가 유배생활 동안 그의 측근이었고, 겐지에 가담했다가 영지를 잃고 방랑중이던 사사키노 사다쓰나(佐佐木定綱) 등의 4형제가 종자로서 그를 섬겼다. 유배지 이즈에서 요리토모는 인근의 영산인 하코네 곤겐(箱根權現)과 하시리유 곤겐(走湯權現)에 깊이 귀의하여 독경을 게을리하지 않고, 아버지 요시토모나 겐지 일문의 명복을 빌며 숱한 지방 무사의 한 명으로서 나날을 보냈다. 그 와중에도 히키노아마의 조카 미요시 야스노부(三善康信)를 통해 정기적으로 교토의 동향을 얻는 등의 정보 수집도 소홀히 하지 않았다(《아즈마카가미》).
이토 스케치카(伊東祐親)의 딸 야에히메(八重姬)와 만나다 야합하여 아들 지즈루마루(千鶴丸)를 낳고, 얼마 뒤에는 현지의 호족인 호조 도키마사의 맏딸 마사코(政子)와 혼인해 맏딸 오히메(大姬)를 얻은 것도 유배생활 동안의 일이었다.
소설적 허구가 많이 가미된 것으로 여겨지는 《소가 이야기》(曾我物語)에는 이런 이야기가 있다. 닌난 2년(1167년) 무렵, 21세의 요리토모는 이토 스케치카의 감시하에 있었다. 이곳에서 도이 사네히라(土肥實平)나 아마노 도카게(天野遠景), 오바 가게요시(大庭景義) 등이 모여서 사냥이나 스모를 벌이곤 했는데(이들은 모두 훗날 요리토모를 섬겨 막부의 고케닌이 된다), 스케치카가 교토에 가 있는 동안 그의 셋째 딸 야에히메와 야합해 아들 지즈루마루를 두었다. 스케치카는 격노했을 뿐만 아니라, 헤이케에 알려질 것을 두려워해 지즈루마루를 이토의 도메키가후치(轟ヶ淵)에 던지고 야에히메는 에마노 고지로(江間小四郞)에게 시집보내 버린 뒤, 요리토모를 토벌하려 했다. 스케치카의 차남 스케키요로부터 이를 전해들은 요리토모는 하시리유 곤겐에게 몸을 피하여 간신히 목숨을 건졌다. 요리토모의 나이 29세 무렵의 사건이었다. 그리고 31세 때, 요리토모 감시의 직무를 떠맡고 있던 호조 도키마사의 맏딸 마사코(당시 21세)와 다시 야합하게 되었다. 이번에도 도키마사는 야마키 가네타카(山木兼隆)에게 마사코를 시집보내 무마시키려 했지만, 마사코는 거절하고 밤중에 도망쳐 요리토모에게 가서 그의 아내가 되었다고 한다.

### 군사 활동

#### 거병
지쇼 4년(1180년), 고시라카와 법황의 서자였던 다카쿠라노미야(高倉宮) 모치히토 왕은 미나모토노 요리마사(源賴政) · 나카쓰나(仲綱) 부자의 요청으로 여러 구니의 겐지들에게 헤이시 추토를 명하는 영지를 내렸다. 4월 27일, 이즈의 요리토모에게도 숙부 미나모토노 유키이에를 통해 그 영지가 전달되었다. 모치히토왕은 함께 거병했던 미나모토노 요리마사 등과 함께 우지에서 전사했지만, 요리토모는 움직이지 않고 한동안 사태의 추이를 지켜보고 있었다. 그러나 헤이시가 모치히토 왕의 영지를 받은 여러 구니의 겐지에 대한 추토 계획을 세우고 있다는 움직임을 파악하고, 위기를 느낀 요리토모는 마침내 거병을 결의하고 아다치 모리나가를 사자로서 도고쿠에 파견, 요시토모 때부터 연고가 있는 반도(坂東)의 여러 호족들에게 거병에 협력해줄 것을 호소했다.
거병의 첫 공격 목표는 이즈의 모쿠다이(目代) 야마키 가네타카였다. 그 해 8월 17일, 호조 도키마사 등은 요리토모의 명으로 니라(韮) 산에 있던 가네타카의 모쿠다이 저택을 습격해 그를 죽였다. 이즈를 장악한 요리토모는 사가미국의 도이노사토(土肥鄕)로 향했다. 따른 것은 호조 요시토키 · 구도 시게미쓰(工藤茂光) · 도이 사네히라 · 쓰치야 무네토(土屋宗遠) · 오카자키 요시자네(岡崎義實) · 사사키 4형제, 아마노 도카게 · 오바 가게요시 · 가토 가게카도(加藤景廉) 등이었다. 여기에 미우라 요시즈미(三浦義澄) · 와다 요시모리(和田義盛) 등의 미우라 일족이 요리토모에 가담하기 위해 미우라를 출발했다. 그러나 이들과 합류하기 전인 23일, 이시바시(石橋)산 전투에서 요리토모는 헤이시측의 오바 가게치카(大庭景親) · 시부야 시게쿠니(涉谷重國) · 구마가이 나오자네 · 야마우치슈토 쓰네토시(山內首藤經俊)·이토 스케치카 등 3천여 기에 맞서 불과 3백여 기로 맞섰다가 패하여, 몇 안 되는 종자들을 거느리고 산으로 도망쳤다. 그렇게 며칠 동안 산속을 도망쳐 다니면서 죽음을 면한 요리토모는 8월 28일에 마나즈루(眞鶴) 곶에서 배를 타고 아와으로 향했다(《아즈마카가미》).

#### 간토 평정

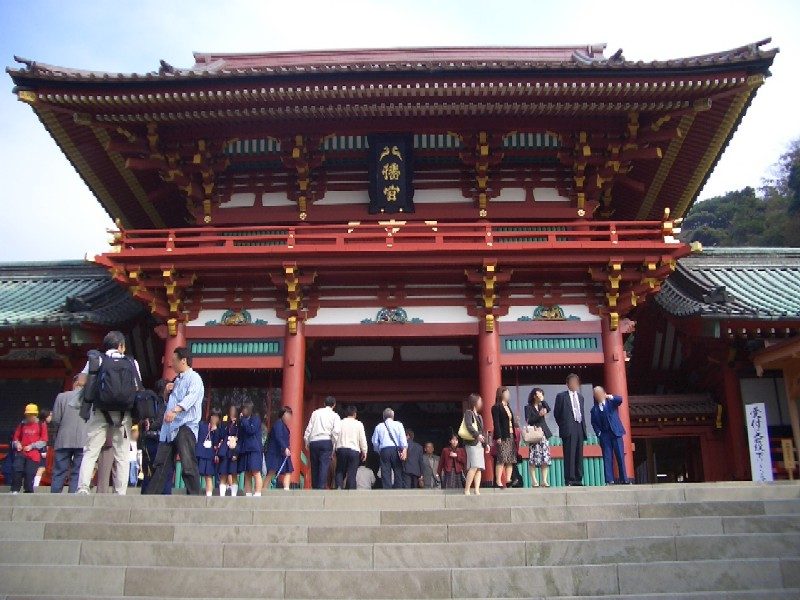
쓰루가오카 하치만구(鶴岡八幡宮) 본전(本殿). 가마쿠라의 정비는 이 쓰루가오카 하치만구의 이건에서 시작되었다.

8월 29일, 요리토모는 아와에 상륙했다. 보소(房總)에 세력을 가지고 있던 호족 가즈사노스케 히로쓰네(上總介廣常, 가즈사노 히로쓰네)와 치바 쓰네타네에게 자신을 찾아올 것을 명했다. 가즈사 · 치바 두 집안의 지지를 얻은 요리토모는 보소 반도에서 북상해 올라가(《아즈마카가미》·《겐페이성쇠기》), 10월 초에 무사시 국(武藏國)에 들어왔고 이곳에서 가사이 기요시게(葛西淸重)·아다치 도모토(足立遠元)가 가세해 왔으며, 한때 적대했던 하타케야마 시게타다(畠山重忠)나 가와고에 시게요리(河越重賴), 에도 시게나가(江戶重長) 등도 따르게 된다. 10월 6일에는 일찍이 요시토모와 형 요시히라가 살았던 땅에 발을 들였다. 가마쿠라였다.
가마쿠라에 무혈입성한 요리토모는 오쿠라에 저택을 지어 가마쿠라의 정치 거점으로 삼고(오쿠라 고쇼大倉御所), 자신의 선조 미나모토노 요리요시(源賴義)가 교토 교외의 이와시미즈 하치만구를 권청해 지었던 쓰루가오카 하치만구를 북쪽 산기슭으로 옮겨, 아버지 요시토모의 보리를 조상하기 위한 소초주인(勝長壽院)의 건립을 실시하는 등 도시 정비를 계속했다. 가마쿠라는 훗날 그가 세우게 될 무사 정권의 본거지로서 발전을 지속해 나갔다.
10월 16일, 요리토모 추토의 선지를 받은 다이라노 고레모리(平維盛, 기요모리의 손자)의 수만 기가 스루가국에 이르자, 이에 맞서 싸우기 위해 가마쿠라를 출발, 얼마 뒤 기세강(黄瀬川)에서 다케다 노부요시(武田信義), 호조 도키마사 등이 인솔하는 2만 기와 합류한다. 20일, 후지 강(富士川)에서 고레모리군과 대치하지만, 철퇴 도중에 물새가 날아 오르는 소리에 놀란 고레모리군이 패주하면서 요리토모는 제대로 싸워보지도 않고 승리를 얻었다. 다음날에는 교토로 올라갈 뜻을 비치지만, 치바 쓰네타네나 미우라 요시즈미, 가즈사노스케 히로쓰네 등은 히타치 겐지(常陸源氏)의 사타케 씨(佐竹氏)가 아직 따르지 않고 있으니, 교토 입경보다 먼저 도고쿠를 평정해야 한다고 충고했고, 요리토모는 이를 수용하여 기세 강으로 군사를 돌렸다. 이 날 오슈의 후지와라노 히데히라를 의지하고 있던 이복동생 미나모토노 요시쓰네가 그를 찾아왔다.
돌아오던 길에 사가미의 고쿠후(國府)에서 무장들의 훈공에 대한 첫 포상을 행하고, 앞서 포로로 잡았던 오바 가게치카를 처형한 뒤 사타케 히데요시(佐竹秀義)를 토벌하기 위해 다시 가마쿠라를 출발, 11월 4일에 히타치의 고쿠후까지 이른다. 가즈사노 히로쓰네의 활약으로 싸움은 요리토모의 승리로 끝났고, 히데요시는 도망쳤다(긴사金砂 성 싸움). 요리토모는 히데요시가 갖고 있던 영지를 휘하 무장들에게 훈공에 대한 포상으로 나누어주고 가마쿠라에 돌아와, 와다 요시모리를 사무라이도코로벳토(侍所別當)에 임명했다. 사무라이도코로는 훗날 가마쿠라 바쿠후의 군사 및 경찰 업무를 담당하게 된다.

#### 반 헤이케 원정
지쇼 4년(1180년) 말까지 규슈 지쿠시 지방과 시코쿠 이요(伊予)의 고노 씨(河野氏), 오미 겐지(近江源氏) · 가이 겐지(다케다씨) · 시나노 겐지(信濃源氏) 등이 헤이시 타도를 외치며 거병했다. 전국적으로 반(反)헤이케 활동이 활발해지는 한편으로 헤이케도 후쿠하라(福原, 지금의 고베)로 옮겼던 수도를 다시 교토로 옮겨 반격에 나섰고, 오미 겐지나 난토(南都, 나라) 등지의 기나이 지샤 세력을 진압한다. 그러나 요와(養和) 원년(1181년)에 접어들어 히고의 기쿠치 다카나오(菊池高直), 오와리에 있던 미나모토노 유키이에, 미노 겐지(美濃源氏)들도 헤이케 타도의 군사를 일으키면서 반헤이케 활동은 더욱 활발해져만 갔다. 그 혼란의 와중에, 헤이케의 도료였던 다이라노 기요모리가 윤2월 4일 열병으로 숨을 거둔다. 전국적인 반헤이케 반란이 거듭되는 동안 헤이케는 미노 겐지를 무력 진압하고, 기요모리의 다섯째 아들 다이라노 시게히라(平重衡)는 오와리 동쪽의 도고쿠 지역 정벌에 나섰다. 여기서 시게히라는 유키이에 등을 이세와 오와리의 경계였던 스노마타(墨俣) 강에서 격파하고 오와리를 제압했다. 요리토모는 와다 요시모리를 도토미로 파견했으나, 헤이케는 그 이상 동쪽으로 진군하지 않고 교토로 돌아왔다.
7월 무렵 요리토모는 고시라카와인에게 "모반할 마음은 전혀 없습니다. 예전대로 겐지와 헤이케 모두 불러들여 주상을 섬기게 하소서."라는 서신을 보내지만, 기요모리의 뒤를 이어 헤이케의 도료가 된 무네모리(宗盛)는 “내 아들과 손자로써 단 한 명이 살아남는다 해도, 그 최후는 요리토모 앞에서여야 한다”라는 기요모리의 유언을 이유로 들며 그 제안을 거부했다. 그러는 한편 오슈의 후지와라노 히데히라를 무쓰노카미(陸奧守)에 임명하여 그가 요리토모 추토에 협력해줄 것을 기대했다. 그 무렵 헤이케의 첫 번째 공격 목표는 요리토모가 아니라 요와 원년(1181년) 6월의 요코타(横田) 강변의 싸움 이후 활발해진 와카사 · 에치젠 등지의 호쿠리쿠(北陸) 반란 세력으로 옮겨갔고, 도토미에는 여전히 독립적 입장을 취하는 가이 겐지의 야스다 요시사다(安田義定)가 있어, 요리토모가 헤이시 세력과 직접 대치하는 일은 아직 일어나지 않고 있었다. 하지만 북방에서 세력을 굳건히 한 채로 중립을 고수하며 움직이지 않는 오슈 후지와라 씨의 동향 변화를 의식하고 있던 요리토모로써는 반도에서 어떤 행동도 취할 수 없는 상태가 이어졌다. 이듬해인 주에이 원년(1182년) 이상기후에 의한 대기근 등으로 헤이케가 그들의 적을 추토하는 일조차 어렵게 되었다. 그 해에 요리토모는 이세 신궁에 헤이케 타도의 발원문을 바치고, 후지와라노 히데히라의 조복을 기원하며 에노시마(江ノ島)에 변재천을 권청한다. 8월에 아내 마사코로부터 적남 요리이에(賴家)를 얻었다.
주에이 2년(1183년) 2월, 요리토모의 숙부로 히타치에 있던 미나모토노 요시히로(源義廣)가 아시카가 다다쓰나(足利忠綱) 등과 함께 동 21일에 가마쿠라를 공격할 계획을 세우고 군사를 움직였다. 그 무렵 주요 고케닌들은 헤이케의 내습에 대비해 쓰루가에 있었으므로, 대응에 고심한 요리토모는 그 대응을 오야마 도모마사(小山朝政) 등에게 맡기고 자신은 쓰루가오카 하치만구에서 동서에서 벌어지는 싸움이 가라앉기를 기원했다. 도모마사 등은 노기미야(野木宮)의 싸움에서 요시히로 등을 격파하고, 패주하던 요시히로의 군사들은 요리토모의 이복 동생 미나모토노 노리요리(源範賴) 등에게 토벌되었다. 요리토모는 요시히로와 그에 가담한 무사들의 영지를 몰수해 자신들의 고케닌들에게 나눠 주었다. 이로써 간토에서 요리토모에 맞설 세력은 없게 되었다.

#### 요시나카와의 대립
주에이 2년(1183년) 봄, 앞서 비슷한 시기에 같은 모치히토 왕의 영지를 받들고 거병했던 사촌형제 미나모토노 요시나카가 요리토모에게 쫓겨온 숙부 요시히로와 유키이에를 비호하면서 양자간은 무력충돌 직전의 살벌한 관계로까지 치닫는다. 그러나 양자의 대화로 간신히 화해가 성립되고, 요시나카의 적자 요시타카(義高)를 요리토모의 맏딸 오히메의 사위(그리고 인질)로 가마쿠라에 보내는 것으로 일단 양자간 관계는 수습되었다.
요시나카는 유키이에나 요시히로와 함께 헤이케와의 싸움에서 승리를 거듭했고, 결국 7월에 헤이시는 안토쿠 천황과 함께 삼종신기를 가지고 교토를 떠나 본거지인 서쪽으로 낙향한다. 요시나카는 대군을 이끌고 교토로 들어와 고시라카와인을 알현하고, 서쪽으로 내려간 다이라노 무네모리 등에 대한 헤이케 추토의 명을 얻었다. 그러나 기강이 제대로 잡혀있지 않았던 요시나카의 군대는 제대로 통제가 되지 않았고, 가뜩이나 기근으로 허덕이던 교토의 식량 사정을 악화시켰을 뿐 아니라 요시나카가 차기 왕위 계승 문제에까지 개입하려 든 일로 치천의 군 고시라카와인이나 다른 조정 신료들의 반감까지 사게 된다.
조정과 교토 사람들은 하나같이 요리토모의 상경을 바라게 되었고, 고시라카와인은 요시나카를 헤이케 추토를 핑계로 교토에서 내보낸 뒤 사자를 보내 요리토모에게 상경을 요청했지만, 요리토모는 10월 7일에 사자를 돌려보내 요청을 거절했다. 우선 자신이 가마쿠라를 비운 사이에 오슈의 후지와라노 히데히라나 히타치의 사타케 다카요시(佐竹隆義)에게 가마쿠라를 공격당할 위험이 있으며, 거느리고 입경한 수만의 기병 때문에 교토가 자칫 소란스러워질 수 있다는 것이 이유였다. 이틀 뒤인 9일, 조정은 헤이지의 난 때 박탈당했던 요리토모의 위계를 돌려주고, 14일에는 도카이도와 도산도의 영지를 본래의 혼조(本所)에 되돌려주고 그 지역의 연공과 관물을 요리토모가 도맡아서 거두어 바칠 것이며, 그 명령에 따르지 않는 사람은 요리토모에게 그 처분을 맡긴다는 내용의 선지까지 내려졌다(주에이 2년 10월의 선지). 동년 12월, 가즈사노스케 히로쓰네가 요리토모의 명으로 가지와라노 가게토키(梶原景時)에게 주살당한다.
요리토모의 상경을 염려하던 요시나카는 앞서 윤10월 15일, 헤이케와의 싸움에서 패하고 교토로 돌아와 요리토모 추토의 명을 청했지만 거절당하고, 11월에 요리토모의 명으로 교토에 파견된 요시쓰네의 군사들이 오미에 이르면서 헤이케와 요시쓰네 사이에 처하게 된다. 요시나카는 인노고쇼(법황의 처소) 들이쳐서 고시라카와인을 가두고, 고시라카와인을 협박해 요리토모 추토의 선지를 받아냈으며 주에이 3년(1184년) 1월에는 세이토다이쇼군(征東大將軍)에 임명되었다. 그러나 20일에 미나모토노 노리요리와 요시쓰네 형제가 수만 기를 이끌고 전진해 올라왔고, 결국 요시나카는 오미의 아와즈(粟津)에서 토벌당해 죽었다.
요시나카가 죽은 뒤, 요리토모는 가마쿠라에 있던 그의 적자 요시타카를 살해하고자 했다. 이를 오히메로부터 전해들은 요시타카는 4월 21일에 여장하고서 가마쿠라를 도망쳤다. 격노한 요리토모는 측근 호리 지카이에(堀親家)에게 명하여 그를 잡도록 했고, 24일에 무사시 국 이루마(入間) 강변에서 요시타카를 죽였다.

#### 헤이케 추토
요시나카를 토벌한 노리요리와 요시쓰네는 헤이케 추토를 위해 교토를 떠났고, 겐랴쿠 원년(1184년) 2월 7일, 셋쓰국 이치노타니(一ノ谷) 싸움에서 헤이케에 대승을 거두어, 다이라노 시게히라를 잡아 교토로 데리고 돌아왔다. 이 싸움 뒤에 요리토모는 요시쓰네를 자신의 대관으로 교토에 남겨두고, 요시쓰네를 통해 기나이 무사들을 장악하는 데에 몰두했다. 한편으로 시코쿠로 피한 헤이케를 바짝 몰아붙이고자 규슈 · 시코쿠의 무사들에게 헤이케 추토를 요구하는 서신을 전달, 도이 사네히라 · 가지와라노 가게토키를 산요(山陽) 여러 쿠니에 파견한다.
6월 5일, 다이라노 요리모리(平賴盛)와 가마쿠라로 돌아온 노리요리, 미나모토노 미쓰쓰나(源光綱), 미나모토노 요시노부(源義信)가 고쿠시로 임명되고 요리토모 자신은 지행국주가 되었다. 한편 가이 겐지의 이치조 다다요리(一條忠賴)가 가마쿠라에서 아마노 도카게에게 주살당한다. 또한 조정으로부터 매형(또는 매제) 이치조 요시야스(一條能保) 등의 관위를 얻었다. 8월 8일, 노리요리를 대장으로 하는 헤이케 추토군이 가마쿠라에서 출진한다. 함께 간 게닌은 호조 요시토키 · 아시카가 요시카네(足利義兼) · 지바 쓰네타네 · 미우라 요시즈미 · 고야마 도모미쓰(小山朝光) · 히키 요시카즈(比企能員) · 와다 요시모리 · 아마노 도카게 등이었다. 요리토모는 노리요리에게 교토에 주둔하는 것을 금지했는데, 27일에 교토에 들어간 추토군은 29일에 헤이시 추토사(平氏追討使)의 관부를 받아 9월 1일 서해로 향했다.
10월 6일, 구몬쇼(公文所)를 열어 오에노 히로모토를 벳토(장관)로 삼았다. 구몬쇼는 훗날 만도코로(政所)로 이름을 고쳐, 가마쿠라의 정무와 재정을 맡게 된다. 20일에는 소송을 담당하는 몬주쇼(問注所)를 열고 미요시 야스노부를 집사로 삼았다. 이 시기 니카이도 유키마사(二階堂行政), 다이라노 모리토키(平盛時) 등 중 · 하급의 유능한 관인들이 자신들의 재능을 발휘할 곳을 찾아 가마쿠라로 내려와, 막부의 초기 관료 조직을 형성하는데 공헌했다.
분지 원년(1185년) 1월 6일, 서해의 노리요리로부터 자금 및 선박 부족과 간토 귀환을 바라는 도고쿠 무사들간의 불화 등의 문제를 호소하는 서신이 닿았다. 요리토모는 안토쿠 천황이나 겐레이몬인(建禮門院)의 신변 안전과, 군을 움직이지 말고 지쿠시의 무사들에게 부디 반감을 사지 않도록 하라는 서신을 보내고, 규슈 무사들에게는 노리요리를 도와 헤이케 토벌에 협조할 것을 요구했다. 이 상황을 본 요시쓰네는 고시라카와인에게 사이고쿠(西國) 출진을 청해서 허가를 얻었고, 10일에 사누키국 야시마(屋島)에 있던 헤이케의 거점을 추토하러 향했다. 26일에는 규슈의 무사로부터 자금과 배를 얻은 노리요리가 스오에서 분고로 건너가는 데 성공한다. 2월 19일, 요시쓰네는 야시마에서 벌어진 전투에서 속공으로 헤이케를 해상으로 쫓아내고, 3월 24일의 단노우라 전투로 안토쿠 천황 등 헤이케 일문이 바다에 투신함으로써 헤이케 일문은 멸망했다. 다이라노 무네모리나 겐레이몬인 등은 사로잡혔다. 4월 27일에 다이라노 무네모리를 잡은 공으로 요리토모는 종2위가 되었다.

#### 요시쓰네 추방
분지 원년(1185년) 4월 초, 헤이시 추토에서 사무라이도코로쇼지(侍所所司)로서 요시쓰네의 보좌를 맡았던 가지와라노 가게토키로부터, 요시쓰네를 탄핵하는 서신이 닿았다. 4월 15일, 요리토모는 자신의 허락도 없이 조정으로부터 무단으로 관직을 임명받은 간토 무사들을 일일이 비난하며 도고쿠 귀환을 금지해버렸다(다만 같이 임관받은 요시쓰네에 대해서는 비난하지 않고 있다). 가게토키의 서신 외에도, 노리요리의 관할에 대한 월권 행위나 휘하 토고쿠 무사들에게 대한 독단적 처벌 등 요시쓰네의 전횡을 호소하는 보고가 들어왔고, 5월에는 고케닌들에게 ‘요시쓰네를 따르지 말라’는 영이 내려졌다. 그 무렵 요시쓰네는 다이라노 무네모리 · 기요무네(淸宗) 부자를 거느리고 사가미로 개선했지만, 요리토모는 그의 가마쿠라 입성을 허락하지 않고 무네모리 부자만을 가마쿠라에 들였다. 고시고에(腰越)에 머무르면서 요시쓰네는 자신의 죄를 용서해주기를 청하는 편지를 오에노 히로모토편으로 요리토모에게 보내지만(고시고에장腰越狀), 요리토모는 무네모리와의 면회가 끝난 뒤 요시쓰네를 끝내 가마쿠라에 들이지 않은 채, 6월 9일에 무네모리 부자와 다이라노 시게히라의 호송 및 교토 귀환을 명한다. 요리토모를 깊게 원망하게 된 요시쓰네는 급기야 "간토에 원한을 품은 자, 요시쓰네에게 오라"고 말해버렸고, 이를 들은 요리토모는 요시쓰네의 영지를 모조리 몰수했다.
이후 미나모토노 요시쓰네는 오미에서 무네모리 부자를 처형하고, 시게히라는 도다이사로 보냈다. 8월 4일, 요리토모는 일찍이 요시나카를 따랐던 숙부 유키이에의 추토를 사사키 사다쓰나(佐佐木定綱)에게 명했다. 9월에 들어간 교토의 요시츠네에게도 유키이에 추토를 돕게 하도록 가지와라노 가게스에(梶原景季)를 보냈을 때, 야위어 쇠약해진 몸으로 가게스에 앞에 나타난 요시쓰네는 유키이에 추토 요청에 자신의 병, 그리고 유키이에가 같은 겐지임을 들어 거절했다. 이 보고를 10월에 전해받은 요리토모는 요시쓰네와 유키이에가 서로 내통하고 있다고 판단, 게닌인 도사노보 쇼슌(土佐坊昌俊)을 교토에 보내 요시쓰네를 처단하려 했다. 이에 요시쓰네는 요리토모 추토의 칙허를 고시라카와 법황에게 요구한다. 10월 17일, 요리토모의 명을 받은 도사노보 등 60여 기가 교토의 호리카와 저택을 습격했으나, 응전하는 요시쓰네에 유키이에가 가세해 습격은 실패했다(호리카와 야토). 요시쓰네는 도사노보가 요리토모의 명을 받고 왔음을 확인하고, 다시 조정에 요리토모 추토의 선지를 요구해 그것을 받아낸다. 10월 24일 요리토모는 겐지 일문과 많은 고케닌들을 모아 아버지 요시토모의 보리사인 쇼조슈인의 낙성 공양식을 열었다.
그 날 밤, 조정의 요리토모 추토의 선지에 맞서 고케닌들에게 즉시 상경 명령을 내렸지만, 그 때 가마쿠라에 모여 있던 2,098명의 무사 가운데 그 선지에 응한 사람은 불과 58명이었다. 요리토모는 직접 출진을 결정하고 유키이에와 요시쓰네를 토벌고자 29일에 가마쿠라를 출발, 11월 1일에 스루가 국의 기세 강에 진을 쳤다. 한편 교토의 요시쓰네는 요리토모 추토의 군사가 모이지 않자, 11월 3일 유키이에와 함께 싸우지 않고 가신들과 교토를 떠났다. 바다를 건너 서쪽으로 향하던 요시쓰네는 바다 위에서 폭풍을 만나 선단은 난파되고 일행은 뿔뿔이 흩어져 행방이 불투명한 가운데, 요시쓰네의 애첩 시즈카 고젠이 요시노 산에서 잡혔다. 또한 요시쓰네를 규슈로 맞이하고자 오카 성을 쌓고 있던 분고의 오가타 고레요시(緒方惟榮)가 고즈케국 누마타(沼田)에 유배되면서 분고는 일시에 간토고분고쿠(關東御分國)가 되었다.

#### 천하의 초창(草創)
11월 8일, 요리토모는 교토에 사자를 보내고, 기세 강을 떠나 가마쿠라로 돌아왔다. 11월 상순에 요시쓰네·유키이에가 없는 교토에 들어온 토고쿠 무사들의 태도는 강경했다. 법황의 지쿄고쿠인 하리마국으로 가서 법황의 현지 대관을 내쫓고 창고들을 봉인하기도 했다. 이러한 요리토모와 도고쿠 무사들의 분노 앞에 낭패한 조정은 결국 11일, 요시쓰네와 유키이에를 잡아들이라는 선지를 여러 구니에 내린다. 다음 날인 12일에 오에노 히로모토는 앞으로의 일에 대한 처치에 골몰하는 요리토모에게 전국에 슈고 · 지토를 설치할 것을 진언하고, 이에 찬동한 요리토모는 이리저리 당황해하던 조정에 강경한 태도를 비치며 정치적인 공세를 펼쳐나갔다.
24일에 요리토모의 대관으로서 1천 기의 군사를 이끌고 교토로 들어온 것은 호조 도키마사였다. 요리토모의 분노를 법황에게 고하며 가마쿠라측의 요구를 제출하여 법황과의 교섭에 들어갔고, 나흘 뒤인 28일에 도키마사는 고시라카와인의 근신인 요시다 쓰네후사(吉田經房)를 통해 요시쓰네 추포를 명분으로 하는 '슈고 · 지토의 전국 설치'를 조정으로부터 인정받는데 성공했고 가마쿠라의 권력이 일본 전국으로 퍼져나갈 단초를 마련했다. 12월에는 '천하의 초창'을 강조하며, 인 내부의 반(反)가마쿠라파 근신들의 관직 해임과 의주공경(議奏公卿)에 의한 조정 운영, 가네자네를 나이란(內覽)으로 삼는다는 3개 조항의 묘당개혁 요구를 들이댔다..
분지 2년(1186년) 3월, 요리토모 추토의 선지를 내린 데에 대한 책임을 지고 법황의 총신이었던 셋쇼 후지와라노 모토미치(藤原基通)가 사임되고, 가네자네가 대신 셋쇼가 되었다. 4월 무렵부터 요시쓰네가 교토 주변에 출몰한다는 풍문이 나돌자, 요리토모는 이 배후에 반가마쿠라파인 인과 여러 귀족들이 있다는 것을 알고 분노하면서도, 도호쿠에도 눈길을 돌려 오슈의 후지와라노 히데히라를 향해 "히데히라는 오쿠 6군(奧六郡)의 주(主), 나는 도카이도의 총관이니 수어지교(水魚之交)를 이루어야 할 것이다. 수도에 보내는 말이나 금은 가마쿠라에서 받아 전송하고자 한다."는 서신을 보내 히데히라의 속을 떠보고 있다.

#### 요시쓰네 제거
5월 12일에는 이즈미국에 숨어 있던 유키이에가 잡혀 죽었다. 요리토모는 수사 과정에서 요시쓰네를 숨겨준 사원 세력에 위압을 가해 그들의 행동을 제한했다. 그 사이에 발견된 요시쓰네의 심복 가신들을 체포 및 살해하는 과정에서 요리토모는 인의 근신들과 요시쓰네가 내통하고 있다는 확증을 키워갔다. 11월에는 급기야 "요시쓰네를 체포하지 못하는 원인은 조정에 있습니다. 요시쓰네를 숨겨주면서 요시쓰네와 뜻을 같이 하는 자들이 있습니다!"라는 강경한 신청을 행했다. 조정은 또 한 번 요시쓰네 추포의 선지를 내고, 각 사원에서 요시쓰네 체포를 위한 기도를 대규모로 실시하게 했다. 교토로부터 버림받은 요시쓰네는, 다시 한 번 오슈로 피해 후지와라노 히데히라의 비호를 받게 되었다. 요리토모는 여러 구니로부터 분쟁의 호소 등을 많이 받는 것처럼 되었고, 또 다이라노 시게히라에 의해 불타버린 도다이사의 재건에도 관여했다(덧붙여 요리토모는 요시쓰네를 비호하는 지샤 세력의 힘을 없애기 위해 굳이 요시쓰네를 잡지 않고 그가 숨어 있는 땅은 일부러 한 발 늦게 추적하면서 그들을 괜히 을렀던 것이라는 설도 있다).
가마쿠라의 세력이 오슈에까지 뻗치는 것을 두려워한 후지와라노 히데히라는 분지 3년(1187년) 10월, 아들 야스히라 형제들에게 요시쓰네를 장군으로 하여 형제가 합심해 가마쿠라에 맞서야 한다는 유언을 남기고 66세로 숨을 거둔다. 이듬해(1188년) 4월에 요리토모는 요시쓰네 추토를 명하는 선지를 다시 한 번 법황에게 요구했고, 요시쓰네를 내놓으라는 선지가 야스히라에게 내려진다. 이에 굴복한 야스히라는 분지 5년(1189년) 윤4월, 고로모 강(衣川)의 저택에 있던 요시쓰네를 습격해 자살로 몰아간다.

#### 오슈 갓센
요시쓰네의 목은 6월 13일에 가마쿠라에 도착했다. 와다 요시모리와 가지와라노 가게토키가 그 목을 조사하고, 요시쓰네의 목이 분명하다는 것이 확인되었다. 25일에는 야스히라 추토의 선지를 조정에 요구하며 고케닌들을 가마쿠라에 모으지만, 칙허는 내려지지 않았다. 요리토모는 오바 가게요시를 불러 "여태 칙허가 없다. 서둘러 고케닌을 불러 모아야 하는데 이를 어찌할까?"라고 묻자, 가게요시는 "군중에서는 장군의 영만 따를 뿐 천자의 조는 듣지 않는 법입니다."라 대답했다. 요리토모는 몹시 기뻐하며 가게요시에게 포상하였다.
그렇게 칙허도 기다리지 않고 7월 19일, 요리토모는 1천여 기를 인솔하고 가마쿠라를 출발해 야스히라 추토에 나섰다. 25일에는 우쓰노미야에 도착해 우쓰노미야 대명신(宇都宮大明神)에게 전승을 기원하는 한편, 앞서 요리토모에게 패해 도망쳤던 사타케 히데요시 등이 군에 가세했다.
8월 7일부터 10일에 걸쳐 아쓰카치 산(阿津賀志山)에서 벌어진 싸움에서 후지와라노 구니히라를 죽이고 요리토모는 더욱 전진하여 야스히라를 쫓아 북상한다. 22일에 오슈 후지와라씨의 본거지인 히라이즈미(平泉)의 야스히라의 저택에 도착했을 때 야스히라는 이미 저택을 불사르고 도망친 뒤였다. 요리토모는 조정에 전황을 알리는 사자를 보낸 뒤 야스히라의 수색을 실시했다. 26일, 야스히라는 요리토모에게 서신을 보내 목숨을 구걸하며 답신은 히나이 군(比内郡)에서 듣겠노라는 말을 했다. 서신을 받은 요리토모는 히나이 군에 야스히라 수색을 명하고 9월 2일에는 이와이 군(岩井郡) 구리야가와(厨河)로 진을 옮겼다. 요리토모가 진을 구리야가와로 옮긴 다음날, 야스히라는 부하 가와타노 지로(河田次郞)의 배반으로 죽음을 맞았다. 6일에 가와타노 지로가 야스히라의 목을 가지고 요리토모 앞에 나타났다. 야스히라의 목이 틀림없는지를 확인하게 하는 한편, 요리토모는 가와타노 지로를 '주인을 토벌한 불의'를 물어 처형하게 한다. 야스히라의 목은 전9년의 역에서 요리요시가 그랬던 것처럼 통나무 위에 놓고 이마에 못 박았던 예를 모방하여 처리하게 했다. 야스히라 토벌을 명하는 조정의 선지가 도착한 것은 그로부터 사흘 뒤의 일이었다.
구리야가와로 돌아온 요리토모는 오슈 후지와라 씨가 건립한 주손지(中尊寺) · 모쓰지(毛越寺), 우지(宇治)의 뵤도인을 본떠 지은 무량광원(無量光院) 등의 사원을 보호하도록 명했다. 히라이즈미에 돌아온 뒤에는 여러 절을 참배하고 감명을 받아, 가마쿠라로 돌아온 뒤 주손사 경내의 오초슈인(大長壽院)을 본뜬 영복사(永福寺)를 짓기도 했다. 24일에는 가사이 기요시게(葛西淸重)에게 히라이즈미의 치안 유지를 명함과 동시에, 다테 군(伊達郡) · 이와이 군(磐井郡) · 오시카 군(牡鹿郡) 등을 영지로 주었다. 27일, 아베노 요리토키(安倍賴時)가 살았던 고로모 강의 옛 터를 방문하고 28일에 히라이즈미를 출발해, 10월 24일에 가마쿠라에 돌아왔다.
오슈 갓센을 끝으로 일본에서 지쇼 4년부터 시작된 내란은 막을 내렸다. 오슈 갓센에는 간토뿐 아니라 일본 전국 각지의 무사가 동원되었다. 또한 일찍이 요리토모와는 적대시하거나 포로의 입장이 되었던 자들에 대해서도 전공에 따라 포상을 받고 요리토모의 휘하에 받아들여질 수 있는 만회의 찬스도 주어졌다. 거기다 전9년의 역에서의 미나모토노 요리요시의 선례를 수시로 꺼내면서 요리토모는 반도 무사들과의 주종 관계를 한층 더 강고하게 다질 수 있었다.

### 세이이타이쇼군 임명
분지 5년(1189년) 11월 3일, 조정으로부터 오슈 정벌을 명하는 서장이 도달되고, 요리토모를 아제치(按察使)로 임관한다는 것이 타진되었으며 훈공이 있는 고케닌들을 더 추천해 올리라는 조정의 통보를 요리토모는 모두 사양했다. 겐큐 원년(1190년) 10월 3일에 요리토모는 마침내 상경을 결정하고 가마쿠라를 출발해, 헤이지의 난 때 아버지가 숨을 거둔 오와리나 아버지와 형이 머물렀던 연고지인 미노를 거쳐 11월 7일에 1천여 기의 고케닌을 거느리고 교토로 들어왔다. 그리고 예전 다이라노 기요모리가 살았던 로쿠하라(六波羅)의 옛 터에 지은 새 저택으로 들어갔다.

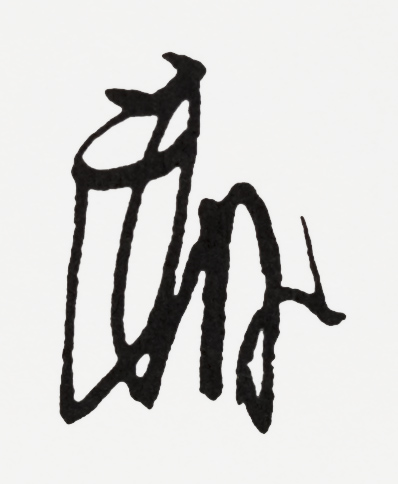
미나모토노 요리토모의 수결

9일에 고시라카와인을 배알한 미나모토노 요리토모는 꽤 오랜 시간 동안 고시라카와인과 독대했다. 이 독대로 일찍이 요시쓰네와 유키이에의 수색·체포의 목적으로 설치·유지되고 있던 일본국총추포사(日本國總追補使)·소지토(總地頭)의 지위를, 보다 일반적인 형태의 치안경찰권 행사를 위해 영구적인 것으로 바꾸게 한다는 겐큐 신제(建久新制)가 반포되었다. 그러나 요리토모가 바랐던 '도고쿠의 지배자'의 상징으로서의 지위인 세이이타이쇼군에는 임관되지 못하고 대신 문관의 직제인 다이나곤으로 임관되었다. 요리토모는 이것을 사양하고, 고토바 천황에 대한 배알까지 모두 마친 뒤 로쿠하라로 돌아왔다. 그러나 로쿠하라에 "지금 이에 대해 이의를 두지 말라"며 곤노다이나곤(權大納言) 임관을 명하는 인젠(상왕의 교지)가 내려졌다. 요리토모는 다시 거듭 사퇴를 청하는 글을 보냈지만 이는 수리되지 않았다. 게다가 22일에는 무관의 최고직인 고노에노다이쇼(近衛大將) 임관까지 타진되었다. 이번에도 요리토모는 사양했지만 마침내 24일에 그에게 우콘에노다이쇼의 직책이 내려졌다. 12월 3일, 요리토모는 두 관직을 모두 사임하고 대신 11일에 훈공이 있던 고케닌을 그 자리에 대신 임관시킨다.
곤노다이나곤 취임이 결정된 9일 밤, 요리토모는 구교인 구조 가네자네를 만나 허심탄회한 대화를 나누며 다음과 같이 말하고 있다. "지금의 세상은 인(법황)의 뜻대로 정치를 행하시어 주상마저도 황태자나 다름없게 되었습니다. 다행히 당신께서는 아직 젊으시고 앞날은 아직 멉니다. 내게도 운이 따른다면, 인께서 만세(萬歲)를 누리신 뒤(즉 인이 사망한 뒤) 언젠가는 반드시 천하의 정사를 바로잡을 날이 오겠지요." 그리고 역신의 이름을 뒤집어쓰고 토벌당해 죽은 아버지 요시토모의 오명을 씻는다는 의미로 일단은 '아사노다이쇼군(朝大將軍, 조정의 대장군)'의 이름을 받는 것이 좋다고 판단한 요리토모는 14일에 교토를 떠났고 29일에 가마쿠라로 돌아왔다.
겐큐 3년(1192년) 3월에 고시라카와인이 세상을 떠나고, 그 해 7월 12일에 요리토모는 드디어 세이이타이쇼군으로 임명되었다. 일반적으로 일본사에서 가마쿠라 막부의 성립은 바로 요리토모가 세이이타이쇼군에 임명된 이 해를 시작으로 보고 있다.

### 만년의 요리토모
겐큐 4년(1193년) 5월 28일, 요리토모는 고케닌들을 모아 스루가에서 사냥을 실시했는데, 그 날 밤 고케닌인 구도 스케쓰네(工藤祐經)가 소가 형제의 공격으로 살해되는 사건이 터진다(소가 형제의 복수). 숙소는 일시에 혼란에 빠졌고 엉뚱하게도 요리토모가 토벌당했다는 오보로까지 번져 가마쿠라에 전달되었다. 한탄하는 호조 마사코를 위로하면서 한 발언이 문제가 되어 노리요리가 요리토모에 반역을 꾀했다는 혐의를 받게 되었다. 8월 2일, 요리토모 앞으로 모반한 적이 없다는 노리요리의 서약문이 도착했지만, '미나모토(源)'라는 성씨를 자칭한 것에 더욱 요리토모의 격노를 산다. 8월 10일, 요리토모의 침상에 잠복하고 있던 노리요리의 간자(間者, 첩자)가 붙들렸고, 결국 노리요리는 이즈로 유배되었다가 나중에 주살되었다. 또한 겐큐 5년(1194년)에는 가이 겐지의 야스다 요시사다가 처형되었다. 겐큐 6년(1195년) 3월, 셋쓰의 스미요시 다이샤(住吉大社)에서 막부의 고케닌들을 모아 대규모의 야부사메(流鏑馬)를 개최했다. 겐큐 8년(1197년)에는, 사쓰마나 오스미 등지에 대전문(大田文)을 짓게 하는 등 지방 지배 강화에 힘썼다.
겐큐 6년(1195년) 2월, 요리토모는 도다이사 재건 공양에 참석하기 위해, 부인 마사코와 요리이에·오히메 외의 자녀들을 데리고 다시 교토로 향했고, 맏딸 오히메를 고토바 천황의 비로 삼고자 조정에 입궁 운동을 시작했다. 하지만 그의 정치적 동지였던 구조 가네자네가 이미 그보다 앞서 딸 닌시(任子)를 입궁시킨 상태였다.

### 최후
가네자네의 방해를 받을 것을 걱정한 요리토모는 가네자네의 정적이었던 쓰치미카도 미치치카(土御門通親)나 단고노 쓰보네(丹後局)와 접촉, 대량의 선물이나 막대한 장원의 안도 등을 통해 오히메의 입궁을 위한 공작에 들어갔다. 그러나 겐큐 8년(1197년) 7월에 오히메가 요절하면서 입궁 계획은 실패로 끝났다.
겐큐 9년(1198년) 정월, 고토바 천황은 태자 다메히토 친왕에게 양위하고 상황이 되었고, 치천의 군으로써 인세이를 행하게 되었다. 다메히토의 생모는 미치치카의 양녀였는데, 미치치카는 이를 계기로 외척으로서 권세가 높아졌다. 요리토모의 반대는 무시되었다. 요리토모는 나아가 차녀 산반히메(三幡姬)의 입궁을 기획하고 뇨고(女御)의 선지를 받아냈지만, 겐큐 9년(1198년) 12월 27일, 사가미 강에서 열린 다리 낙성식을 겸한 공양식에 참석했다가 돌아오는 길에 크게 부상을 입는다. 원인은 낙마라고 말해지지만 확실하지 않다. 겐큐 10년(1199년) 1월 11일에 출가하여 13일에 서거하였다. 향년 53세였다.(만 51세로 죽었다)

## 연표
- 표시된 날짜는 인용한 원문에서 사용하던 달력(당시에는 선명력)입니다.

| 일본 달력           | 서기        | 날짜(선명력)    | 내용 | 인용 원문                                           |
| ------------------- | ----------- | --------------- | --- | --------------------------------------------------- |
| 규안(久安) 3년      | 1147년      | 4월 8일         | 태어남(1세) | 알 수 없음                                          |
| 호겐(保元) 3년      | 1158년      | 2월 3일         | 황후궁(皇后宮)의 소진(少進)이 됨(12세) | 《공경보임》(公卿補任)                              |
| 헤이지(平治) 원년   | 1159년      | 1월 29일        | 우고노에노쇼칸(右近衛將監) 겸임. | 《공경보임》                                        |
| 헤이지(平治) 원년   | 1159년      | 2월 13일        | 조사이몬인(上西門院)의 구로우도가 되면서 황후궁 소진은 그만둠.                                                                            | 《공경보임》                                        |
| 헤이지(平治) 원년   | 1159년      | 3월 1일         | 어머니의 죽음으로 인해 사직. | 《공경보임》                                        |
| 헤이지(平治) 원년   | 1159년      | 6월 28일        | 니조 천황의 구로우도가 됨. | 《공경보임》                                        |
| 헤이지(平治) 원년   | 1159년      | 12월 9일 ∼ 26일 | 헤이지의 난 | 《햐쿠렌쇼》(百錬抄) 및 《헤이지 이야기》(平治物語) |
| 헤이지(平治) 원년   | 1159년      | 12월 14일       | 종5위하 우효에노곤노스케(右兵衛權佐)가 됨.                                                                                                | 《공경보임》                                        |
| 헤이지(平治) 원년   | 1159년      | 12월 28일       | 관직을 잃음. | 《공경보임》                                        |
| 에이랴쿠(永曆) 원년 | 1160년      | 3월 11일        | 이즈(伊豆)로 유배됨(14세). | 《청해안초(淸獬眼抄)》                              |
| 알 수 없음          | 알 수 없음  | 알 수 없음      | 이토 스케치카의 셋째 딸 야에히메와의 사이에서 아들 치즈루마루를 얻었으나 아이는 스케치카에게 피살됨.                                      | 《소가모노가타리》                                  |
| 안겐(安元) 3년?     | 1177년 무렵 | 알 수 없음      | 호조 도키마사의 맏딸 마사코와 결혼 | 《아즈마카가미》 및 《손피빈먀쿠》(尊卑分脈)        |
| 지쇼(治承) 4년      | 1180년      | 4월 27일        | 모치히토왕의 헤이케 추토의 영지를 받다(34세).                                                                                             | 《아즈마카가미》                                    |
| 지쇼(治承) 4년      | 1180년      | 8월 17일        | 유배지 이즈에서 거병, 다이라노 가네타카(平兼隆)를 치다                                                                                    | 《아즈마카가미》                                    |
| 지쇼(治承) 4년      | 1180년      | 8월 23일        | 이시바시 산의 싸움(패함) | 《아즈마카가미》                                    |
| 지쇼(治承) 4년      | 1180년      | 8월 29일        | 아와 국으로 달아남. | 《아즈마카가미》                                    |
| 지쇼(治承) 4년      | 1180년      | 9월 5일         | 헤이시 추토를 명하는 선지를 받다. | 《교쿠요》                                          |
| 지쇼(治承) 4년      | 1180년      | 9월 29일        | 간토의 무사 2만 7천여 기가 휘하로 모이다.                                                                                                 | 《아즈마카가미》                                    |
| 지쇼(治承) 4년      | 1180년      | 10월 7일        | 가마쿠라 입성 | 《아즈마카가미》                                    |
| 지쇼(治承) 4년      | 1180년      | 10월 20일       | 후지 강의 싸움 | 《아즈마카가미》                                    |
| 지쇼(治承) 4년      | 1180년      | 10월 21일       | 막내동생 미나모토노 요시쓰네가 찾아와 뵙고 합류하다.                                                                                      | 《아즈마카가미》                                    |
| 지쇼(治承) 4년      | 1180년      | 11월 5일        | 히타치 국의 겐지 일족인 사다케 히데요시를 쳐부숨.                                                                                         | 《아즈마카가미》                                    |
| 지쇼(治承) 4년      | 1180년      | 11월 7일        | 조정으로부터 거듭 헤이시 추토의 선지를 받다.                                                                                              | 《아즈마카가미》                                    |
| 지쇼(治承) 4년      | 1180년      | 11월 17일       | 와다 요시모리를 사무라이도코로벳토에 임명.                                                                                                | 《아즈마카가미》                                    |
| 요와(養和) 원년     | 1181년      | 윤2월 4일       | 다이라노 기요모리 서거(35세) | 《교쿠요》                                          |
| 주에이(壽永) 원년   | 1182년      | 8월 12일        | 적남 요리이에를 얻음(36세） | 《아즈마카가미》                                    |
| 주에이 2년          | 1183년      | 2월 23일        | 노키노미야(野木宮)의 싸움으로 숙부 미나모토노 요시히로(源義廣)를 토벌(37세).                                                              | 《아즈마카가미》                                    |
| 주에이 2년          | 1183년      | 봄              | 미나모토노 요시나카와 시나노 국에서 대치, 요시나카의 맏아들 요시타카를 인질로 삼음.                                                       | 《헤이케 이야기》(平家物語)                         |
| 주에이 2년          | 1183년      | 7월 28일        | 요시타카와 미나모토노 유키이에가 함께 교토로 들어감.                                                                                      | 《교쿠요》                                          |
| 주에이 2년          | 1183년      | 9월             | 조정으로부터 요시나카를 추토하라는 명을 받음.                                                                                             | 《교쿠요》                                          |
| 주에이 2년          | 1183년      | 10월 9일        | 종5위하 관위를 회복. | 《공경보임》                                        |
| 주에이 2년          | 1183년      | 10월 14일       | '주에이 2년 10월의 선지'에 따라 도카이도의 군사·경찰권을 획득.                                                                            | 《햐쿠렌쇼》, 《교쿠요》                            |
| 겐랴쿠(元曆) 원년   | 1184년      | 1월 20일        | 우지 강의 싸움으로 미나모토노 요시나카를 죽임(38세).                                                                                      | 《아즈마카가미》                                    |
| 겐랴쿠(元曆) 원년   | 1184년      | 2월 7일         | 이치노타니의 싸움 | 《아즈마카가미》                                    |
| 겐랴쿠(元曆) 원년   | 1184년      | 3월 27일        | 정4위하로 승진. | 《아즈마카가미》                                    |
| 겐랴쿠(元曆) 원년   | 1184년      | 4월             | 가마쿠라에서 도망친 인질 미나모토노 요시타카가 주살됨.                                                                                    | 《아즈마카가미》                                    |
| 겐랴쿠(元曆) 원년   | 1184년      | 10월 6일        | 오에 히로모토를 벳토로 삼아 구몬쇼(만도코로의 전신)를 열다.                                                                               | 《아즈마카가미》                                    |
| 겐랴쿠(元曆) 원년   | 1184년      | 10월 20일       | 미요시 야스노부(三善康信)를 집사로 몬쥬쇼(問注所)를 열다.                                                                                 | 《아즈마카가미》                                    |
| 분지(文治) 원년     | 1185년      | 2월 19일        | 야시마(屋島) 싸움(39세) | 《아즈마카가미》                                    |
| 분지(文治) 원년     | 1185년      | 3월 24일        | 단노우라 전투로 헤이케 멸망. | 《아즈마카가미》                                    |
| 분지(文治) 원년     | 1185년      | 4월 15일        | 자신의 허락도 없이 조정으로부터 관위를 받은 간토의 고케닌들을 추방하다.                                                                   | 《아즈마카가미》                                    |
| 분지(文治) 원년     | 1185년      | 4월 27일        | 종2위로 승진. | 《아즈마카가미》                                    |
| 분지(文治) 원년     | 1185년      | 5월 15일        | 요시쓰네가 포로로 잡은 다이라노 무네모리와 기요무네 부자를 데리고 가마쿠라로 오다. 요시쓰네는 가마쿠라에 들어오지 못하고 교외에서 체류함. | 《아즈마카가미》                                    |
| 분지(文治) 원년     | 1185년      | 5월 16일        | 무네모리, 기요무네와 면회하다. | 《아즈마카가미》                                    |
| 분지(文治) 원년     | 1185년      | 6월 9일         | 요시쓰네에게 가마쿠라에 들어오는 대신 무네모리 부자를 데리고 교토로 갈 것을 명함.                                                         | 《아즈마카가미》                                    |
| 분지(文治) 원년     | 1185년      | 10월 17일       | 60여 기로 교토 호리카와의 요시쓰네 저택을 습격(호리카와 야토).                                                                            | 《아즈마카가미》                                    |
| 분지(文治) 원년     | 1185년      | 10월 18일       | 요시쓰네와 유키이에에게 요리토모 추토를 명하는 선지가 내려짐.                                                                             | 《교쿠요》                                          |
| 분지(文治) 원년     | 1185년      | 10월 25일       | 요시쓰네를 추토하기 위해 군사를 내다. | 《아즈마카가미》                                    |
| 분지(文治) 원년     | 1185년      | 11월 3일        | 요시쓰네와 유키이에가 교토에서 쫓겨남. | 《교쿠요》                                          |
| 분지(文治) 원년     | 1185년      | 11월 11일       | 요시쓰네와 유키이에를 잡아들이라는 인센(院宣)이 내려짐.                                                                                   | 《교쿠요》                                          |
| 분지(文治) 원년     | 1185년      | 11월 28일       | 분지의 칙허로 요리토모에게 여러 쿠니에 슈고·지토를 설치하는 것을 조정이 허락함.                                                           | 《아즈마카가미》, 《교쿠요》                        |
| 분지(文治) 원년     | 1185년      | 12월            | 여러 쿠니에 지토를 설치한 것을 조정으로부터 승인받음.                                                                                     | 《아즈마카가미》                                    |
| 분지 5년            | 1189년      | 1월 5일         | 정2위로 승진(43세). | 《공경보임》                                        |
| 분지 5년            | 1189년      | 윤4월 30일      | 고로모가와에서 요시쓰네가 후지와라노 야스히라에게 죽음.                                                                                   | 《아즈마카가미》                                    |
| 분지 5년            | 1189년      | 7월 ∼ 9월       | 오슈 전쟁으로 오슈 후지와라 씨 집안 평정, 오슈를 장악함.                                                                                  | 《아즈마카가미》                                    |
| 분지 5년            | 1189년      | 11월 7일        | 교토에 입성 | 《아즈마카가미》                                    |
| 분지 5년            | 1189년      | 11월 9일        | 조정으로부터 곤노다이나곤(權大納言)직을 받음.                                                                                             | 《아즈마카가미》                                    |
| 분지 5년            | 1189년      | 11월 24일       | 조정으로부터 우고노에노다이쇼(右近衛大將)직을 받음.                                                                                       | 《아즈마카가미》                                    |
| 분지 5년            | 1189년      | 12월 3일        | 앞서 받은 곤노다이나곤·우고노에노다이쇼직을 모두 사임하다.                                                                                | 《아즈마카가미》                                    |
| 분지 5년            | 1189년      | 12월 29일       | 가마쿠라로 귀환. | 《아즈마카가미》                                    |
| 겐큐(建久) 3년      | 1192년      | 3월 13일        | 고시라카와 법황 붕어(46세) | 《교쿠요》                                          |
| 겐큐(建久) 3년      | 1192년      | 7월 12일        | 세이이타이쇼군이 되다. | 《공경보임》                                        |
| 겐큐(建久) 3년      | 1192년      | 8월 9일         | 차남 사네토모가 태어남. | 《아즈마카가미》                                    |
| 겐큐 4년            | 1193년      | 5월 28일        | 후지(富士)에서 실시한 사냥 무렵에 소가 형제의 복수 사건이 일어남(47세)                                                                    | 《아즈마카가미》                                    |
| 겐큐 4년            | 1193년      | 8월 17일        | 아우 미나모토노 노리요리를 이즈로 유배함.                                                                                                 | 《아즈마카가미》                                    |
| 겐큐 6년            | 1195년      | 3월 12일        | 도다이지(東大寺) 공양(49세) | 《아즈마카가미》                                    |
| 겐큐 9년            | 1198년      | 12월 27일       | 사가미(相模) 강의 다리 공양(52세) | 《조큐키(承久記)》 등                               |
| 겐큐 10년           | 1199년      | 1월 11일        | 출가 | 《공경보임》                                        |
| 겐큐 10년           | 1199년      | 1월 13일        | 사망. 향년 53세(만 51세). | 《조큐키》등                                        |

## 인물

### 용모
《헤이지 이야기》에는 "나이답지 않게 점잖다", 《겐페이 성쇠기》(源平盛衰記)에는 "얼굴은 크고 용모는 아름답다" 등으로 기술되어 있다. 주에이 2년(1183년) 8월에 요리토모와 대면했던 나카하라노 야스사다(中原泰定)의 말이 《헤이케 이야기》에 실려있는데, 거기서는 "얼굴이 크고 키는 작다. 용모는 몹시 아름다우며 말하는 것이 분명하다."고 했다. 구조 가네자네의 일기인 《교쿠요》에는 "요리토모의 몸은 위세가 있고 엄숙한데, 그 성품은 강렬하며 성패가 분명하고 다스림에는 끊음이 분명하지 않다."(10월 9일조)고 적었다. 요리토모의 키는 오야마즈미(大山祇) 진쟈에 봉납된 그의 갑주를 가지고 추측해볼 때 165 cm 정도로 당시의 평균에 비하면 꽤 큰 축에 속한다.

교토 진고지(神護寺) 소장 전(傳) 미나모토노 요리토모 초상. 근년에 아시카가 다다요시의 초상이라는 주장이 제기되어 점차 유력해지고 있다.

흔히 대내외에 알려진 미나모토노 요리토모의 얼굴 초상화는 교토 진고사(神護寺)에 소장된 것으로 오래전부터 미나모토노 요리토모의 모습을 그린 것이라 전해왔다. 일본 전통 초상화의 걸작으로 일본의 국보로 지정되어 있는 이 초상화는, 1995년에 일본의 미술사학자 요네쿠라 미치오(米倉迪夫)에 의해 실제 미나모토노 요리토모의 초상화가 아니라는 주장이 처음 제기되었으며, 그 화법이나 복장을 볼 때 요리토모가 아니라 무로마치 막부의 초대 쇼군 아시카가 다카우지의 동생이었던 아시카가 다다요시를 그린 것이라는 학설이 발표된 이래 초상화의 주인이 누구인지에 대한 논의가 일본 학계에서 오늘날까지 계속되고 있다.
쓰루가오카 하치만구에는 요리토모의 모습을 본떠 만들었다는 목상이 전해지고 있는데, 에도 시대에는 이것이 요리토모상으로 여겨졌고 지금은 도쿄 국립 박물관에 소장중이며, 마찬가지로 현재 일본의 중요문화재로 지정되어 있다. 가이 젠코지(甲斐善光寺)에 소장된 '목조 미나모토노 요리토모 좌상'은 센고쿠 시대에 시나노젠코지(信濃善光寺)에서 옮겨진 것으로, 복장유물을 통해 가마쿠라 말기인 분포(文保) 3년(1319년)에 조각된 것임이 판명되었다. 이는 지금까지 전해지는 요리토모상 가운데 가장 오래된 것으로 여겨진다.

### 일화
요리토모 휘하의 도고쿠 무사단은 독립심이 강하고 동족 수준의 단결 말고는 하나의 거대 조직으로 결집할 줄 몰랐으며, 싸움에서는 각자 공명을 세우려 다투다 분열되어 격파되곤 했는데, 이것을 요리토모는 고케닌으로서 하나로 정리했다.
- 가마쿠라 막부의 정사인 《아즈마카가미》 등의 자료에는 분지 원년(1184년) 4월에 요리토모의 추천도 거치지 않고 조정으로부터 임관받은 고케닌들의 용모를 세세하게 묘사하며 그들을 매도하는 기술이 있는데, 이는 요리토모가 고케닌 한 명 한 명의 용모를 모두 숙지하고 있었음을 보여준다. 뿐만 아니라 어느 전투의 보고를 듣고 "◎은 전사하고 △는 도망쳤다, 하는데 그런 일이 있을 리가 없다. ◎가 도망친 것이고 △가 전사한 것일 것이다."라고 지적하는데 조사해보면 거의 모두 요리토모가 지적한 대로였다는 에피소드가 《아즈마카가미》에는 빈번하게 등장한다.
- 측근의 한 명으로 공사봉행인(公事奉行人)이었던 후지와라노 도시카네(藤原俊兼)가 사치스러운 의복을 입고 있는 것을 보고 요리토모는 칼로 소매를 베어 떨어뜨리고는 "지바 쓰네타네나 도이 사네히라 등은 선악도 분별 못하는 무사지만, 의복은 투박한 것을 쓰며 호화로운 것을 즐기지 않는다. 그런 까닭에 그의 집은 유복하고 많은 케닌과 노토를 길러 장차 훈공을 주려 한다. 헌데 너는 재산을 쓸 줄도 모르면서 분수도 모르는구나."라며 훈계하고 있다. 측근 관료와 도고쿠 고케닌들 양쪽 모두의 개별 성격까지 모두 파악해 적재적소에 쓸 줄 알았던 것이 요리토모의 강점이었다.
- 자신의 처자에게는 관대하여, 후지 강에서 벌어진 대규모 사냥에서 12세의 아들 요리이에가 사슴을 쏘아 맞춘 것을 보고 뛸 듯이 기뻐하며 아내 마사코에게 자랑삼아 알렸다가, 마사코로부터 "무사의 자식이라면 당연한 것 아닙니까?"라는 핀잔을 받고 있다.
- 생애에 요리토모가 직접 전선에 나아가 싸운 적은 별로 없지만, 이시바시 산의 싸움에서는 갑옷으로 중무장한 무사를 화살 한 발로 넘어뜨리는 등, 자신의 삼촌 미나모토노 다메토모만큼의 강궁을 다루고 있다.
- 승려 지엔(慈円)과 친교가 있어 자주 와카를 주고받았으며, 그 노래가 《신고킨와카슈》에 수록되기도 했다.

## 평가
미나모토노 요리토모가 '바쿠후'(幕府)라는 이름으로 처음으로 고안한 무사정권은 점차 제도화되어 나중에는 조정으로부터 실권을 빼앗았고, 일본에서 왕정복고가 이루어지는 1865년까지 무려 680년에 걸쳐 지속되었다. 이 바쿠후 정권의 창시자로서 요리토모의 실적은 일본 역사에서 높은 평가를 받고 있으며, 대부분의 일본인들은 의무교육으로 '미나모토노 요리토모'라는 통치자의 이름을 배우고 있다.
반면 인격적으로는 '비정하고 냉혹한 정치가'로 평가되는 경우가 많다. 생전에 요시쓰네를 비롯해 많은 동족과 형제를 죽였을 뿐 아니라, 바쿠후의 최고 사령관인 세이이타이쇼군이면서 요리토모 본인이 직접 군사를 인솔한 적은 드물었고, 주로 정치적 교섭으로 가마쿠라 바쿠후의 수립을 완수했다. 현대에 이르기까지 일본 사람들에게 '비극의 영웅'으로서 높은 인기를 누리고 있는 막내동생 요시쓰네를 죽음으로 내몬 장본인이라는 이유로, 요리토모의 인기는 그 실적에도 불구하고 그만큼 높지 않을 뿐 아니라 소설이나 만화에서 주인공으로 그려지는 일도 적다. 이상은 대체로 오늘날에 있어서의 요리토모에 대한 평가이며, 과거로부터 이미 요리토모는 많은 인물들에게 평가받아왔다.
호조 마사코와 휘하 고케닌들
요리토모 사후에 일어난 조큐의 난으로 조정과 막부가 충돌하게 되었을 때, 호조 마사코는 자신의 앞에 모인 고케닌들에게 이렇게 말했다. "돌아가신 우다이쇼군(右大將軍, 요리토모)께서 역적을 멸하고 간토를 여신 이래로 관위며 녹봉, 그 은혜는 산보다 높고 바다보다 깊습니다.... 은혜를 알고 이름을 아끼는 자라면 어서 불충의 참신을 토벌하여 은혜에 보답해야 할 것입니다." 이를 들은 고케닌들은 눈물을 흘리며 보은을 맹세했다. 요리토모의 막부 내에서의 위치나 고케닌들로부터의 높은 평가를 알 수 있다.
《보력간기》(保曆間記)
요리토모 죽음의 원인을 그가 죽인 미나모토노 요시히로나 요시쓰네, 유키이에 및 안토쿠 천황의 망령 때문이라고 적고 있다. 이미 그 당시부터 그의 생애는 '많은 죄를 지은' 것으로 파악되고 있음을 보여준다.
기타바타케 지카후사(北畠親房)
남북조 시대 남조의 구게로서 고다이고 천황의 측근이기도 했던 기타바타케 지카후사는 그의 저술 《신황정통기》(神皇正統記)에서 미나모토노 요리토모에 대해 "일신의 전력을 기울여 난을 평정하였다. 왕실은 옛날의 모습으로 돌아가지는 않았더라도 수도의 전란은 진정되고 만민의 부담도 가벼워졌다. 윗사람도 아랫사람도 병화에 쫓기는 근심이 사라지고 전국의 모든 사람들이 요리토모의 덕을 칭송하였다."고 요리토모의 공적을 칭찬하였으며, 고토바인이 사네토모의 죽음으로 요리토모의 직계가 끊어진 것을 계기로 막부 타도를 위해 군사를 일으켰다가 실패한 것을 두고도 요리토모가 자신의 훈공을 계기로 천하의 실권을 장악하였으니 군주로써 마음이 편안하지 않은 와중에 요리토모의 직계가 끊기고 외척 호조 마사코와 싯켄 요시토키의 세상이 된 것을 계기로 막부 타도의 뜻을 품은 것도 당연한 것이지만, 애초에 요리토모가 세운 정도의 공적을 능가할 정도의 덕정을 행하지 않고서 어떻게 막부를 무너뜨릴 수 있었겠느냐며 고토바인의 거병이 실패할 수밖에 없었던 이유를 풀이하면서 요리토모의 공적을 높게 평가하고 있다.
도요토미 히데요시
《부헨바나시키키가키》(武辺咄聞書)에 의하면, 히데요시는 쓰루가오카 하치만구 시라카타(白旗) 신사에 모셔진 요리토모상 앞에서 다음과 같이 말했다고 전해진다. "나와 당신, 모두 미약하고 작은 몸으로 천하를 평정했소이다. 허나 당신께서는 천황의 후윤(後胤)이시고 아버지와 할아버지가 간토를 이끄셨기에, 유인(流人)의 몸으로 거병했을 때에도 많은 사람들이 따랐습니다. 난 성씨도 계도도 없이 천하를 잡았으니 당신보다는 내가 더 뛰어나외다. 허나 당신과 나는 천하의 친구올시다." 이는 히데요시의 농담이지만, 은근히 요리토모의 실적이 능력보다는 혈통에 의지한 구석이 있음을 히데요시는 꼬집고 있다.
도쿠가와 이에야스
요리토모의 업적이 실려있는 《아즈마카가미》를 모아 필사하도록 했다. 겐지의 분파인 닛타 씨(新田氏)의 후손을 자칭했던 이에야스는 요리토모를 몹시 숭배해, 《아즈마카가미》를 읽으며 요리토모의 행적을 배웠다고 한다.
아라이 하쿠세키
그의 저서 《독사여론》(讀史餘論)에서, 하쿠세키는 요리토모의 정치면의 공적에는 일정한 평가를 주되, 요리토모의 행동은 조정을 얕보며 자신의 이익을 추구한 것이라는 대체적으로는 부정적인 평가를 내리고 있다. 거병하고서 4년이나 상경하지도 않고 토고쿠의 토지를 거두어 자신을 따르던 케닌들에게 나누어준 것부터 이미 요리토모에게는 조정으로부터 독립하려는 뜻을 품고 있었다는 증좌라는 것이다. 아울러 요시나카를 토벌한 이유도 요시나카가 아사히 장군(朝日將軍)이 된 것을 질투한 것이고, 요시나카가 고시라카와인을 유폐한 죄를 묻지 않은 것을 비판한다. 요시쓰네와의 대립에 관해서는 조정에 아손(朝臣)으로서 참내하고 있던 요시쓰네를 케닌을 시켜 교토에서 덮친 것은 신하된 자가 할 짓이 아니며, 덮친 이유도 요시쓰네가 조정으로부터 포상받은 것과 함께 요시쓰네의 군사적 재능을 두려워한 탓이라고 지적하고 있다. 요시쓰네가 교만이 나날이 더해가다가 가지와라노 가게토키의 중상모략을 계기로 순식간에 몰락해 결국 처형되고 만 것이라는 의론에 대해서는 애초에 스스로의 교만이나 누구의 중상모략도 없었음에도 결국 모반죄로 처형된 노리요리의 예를 들어 반론하면서, "요리토모 같은 자의 동생으로 산다는 것은 참 힘든 일이라 하겠다."며 평을 맺고 있다.
이 밖에 "성패가 분명하다"(구조 가네자네), "빈틈없는 기량을 가진 자"(지엔) 등이 있다. 대체로 정치적 능력에 대한 평가는 높지만, 논평자가 근왕가인지 아닌지, 유교적인 윤리관에 가까운지 아닌지 등의 견해에 따라 전체적인 평가가 오르락내리락하는 경향이 있는 것과 함께, 시대에 따라 평가가 요동치는 것도 특징이라고 할 수 있다. 작가 미야자와 겐지처럼 '오슈 문화의 파괴자'로서 비판적으로 보는 사람도 있다.
한편 임진왜란 때에 일본에 포로로 잡혀갔다가 돌아온 조선의 성리학자 강항이 지은 《간양록》에는 일본이 원래는 우리 나라와 풍속이 별반 다를 것이 없이 평화로워 '수천 리의 한 낙국(樂國)'을 이루었는데, 관동장군(關東將軍) 요리토모가 전쟁을 일삼은 이래로 하나의 전국(戰國)을 이루었다며, 미나모토노 요리토모에서부터 일본 센고쿠 시대의 혼란이 비롯되었다고 말하고 있다.

## 연구

### 기요모리의 유언
《헤이케 이야기》에 따르면, 죽음을 앞둔 기요모리는 자제들을 향해 "내 죽은 뒤에는 당탑도 효양도 다 필요없다. 그냥 요리토모의 목을 베어 내 무덤 앞에 바쳐라."라는 유언을 남겼다고 한다. 이에 대해서는 진위 여부를 의심하는 목소리가 높다.
센고쿠 시대 무사의 감각이라면 몰라도 헤이안 시대 말기의 무사의 감각으로는 생각도 할 수 없는 유언이라는 것이다. 그래서 오늘날에는 기요모리는 거꾸로 요리토모와의 화목과 고시라카와 법황과의 협조 정치를 바랐다고도 한다. 하지만 기요모리 사후 그의 뒤를 이은 무네모리가 어리석었던 탓에 사사건건 반대했고 결국 무엇 하나도 실현되지 못했다고 말이다.
다만 오늘날까지 기요모리의 묘소는 확실하게 전해지지 않고 있으며, 《교쿠요》지쇼 5년(1181년) 8월 1일에 《헤이케 이야기》의 그것과 제법 닮은 뜻의 기요모리의 유언과 함께, 그런 이유로 헤이케가 요리토모를 받아줄 리가 없다고 저자 가네자네는 적고 있다.

### 요시쓰네와의 대립
헤이케 타도에 가장 많은 공을 세웠던 막내동생 미나모토노 요시쓰네를 쫓아내고 죽음에 이르게 한 경위에 대해, 예부터 많은 사람들의 흥미를 불러 일으켜 숱한 이야기를 만들었고 오늘날까지 연구가 이루어지고 있다.
《아즈마카가미》는 8월 6일에 교토에 있던 요시쓰네가 요리토모의 허락도 없이 조정의 임관을 받은 것에 분개한 요리토모가 요시쓰네를 헤이케 추토군에서 제외했다고 설명한다. 그러나 이 기술은 같은 《아즈마카가미》의 다른 기사와는 어긋나는 부분이 있다는 설이 있다. 헤이케 추토군에서 제외되기 사흘 전인 8월 3일, 요리토모는 요시쓰네에게 이세의 다이라노 노부카네(平信兼) 추토를 명하고 있는데 요시쓰네는 12일에 출발하고 있다. 즉 임관 이전에 이미 요시쓰네는 다른 이유로 서해 원정에서 제외되어 있었던 것으로도 생각해볼 수 있다. 거기다 26일에 요시쓰네는 실제로 헤이케추토사의 관부(官符)를 받고 있다. 요리토모는 처음부터 요시쓰네에게 어떤 처벌도 내리지 않았다는 것이다. 다만 요리토모가 요시쓰네의 무단 임관 사실을 안 것은 8월 17일이므로, 그 전에는 어떠한 명을 요시쓰네에게 내리는 것은 당연하고, 헤이케추토사 관부를 받은 것도, 조정이 요리토모와 상의도 없이 요시쓰네를 게비이시에 임명했듯 요리토모와의 상의 없이 또 한번 헤이케 추토의 관부를 내렸어도 이상할 것은 없다.
요시쓰네를 무서워했다는 설도 있다. 싸움에 지는 일도 많았던 요리토모와는 달리 헤이케 추토에서 연전 연승을 거둔 요시쓰네를 요리토모는 두려워하기에 이르렀다는 것인데, 요시쓰네가 후지와라노 야스히라에게 죽은 뒤 오슈 캇센이 시작된 것은, 그 설을 뒷받침하는 증거로 인용되고 있다.
헤이케 멸망 이후의 가마쿠라 정권은 몹시 중대한 시기에 직면해 있었다. 내란이 잦아들면서 헤이케 추토를 명목으로 획득한 간토의 군사적 지배권을 더 이상 행사할 수 없게 된 것이다. 요리토모는 지금껏 가지고 있던 군사력을 조정과의 정치 교섭을 통해 평시에서도 그대로 유지하며 보강해야 하는 곤란한 지경이었다. 그러한 시기에서는 아무리 육친이고 공적이 높은 자라도 반항하는 것을 허락할 수는 없다. 요시쓰네의 배후에는 무가 정권 확립을 위한 대항 세력인 조정이나 오슈 후지와라씨가 있었다.
교토를 떠난 요시쓰네를 숨겨준 혐의로 가마쿠라로 소환된 고후쿠지(興福寺)의 승려 세이코(聖弘)는 요시쓰네를 비호한 일을 힐문하는 요리토모에게 "지금 간토가 평안무사한 것은 요시쓰네의 무공 덕분이다. 은상으로 받은 토지를 중상 모략 때문에 잃게 되면, 사람으로서 모반할 마음이 드는 것도 당연하지 않은가. 요시쓰네를 불러들이고 형제로서 수어지교를 하셔야 한다. 그러면 요시쓰네를 감싸는 것뿐만 아니라 천하의 무사들도 바랄 것이다."라며 기죽지 않고 직언했다. 그 말에 감동한 요리토모는 세이코를 쇼죠슈인의 공승(供僧)에 임명했다. 이것을 보면 요시쓰네를 완전히 미워하고 있었던 것은 아님을 엿볼 수 있다. 요리토모는 '정치가'이고 요시쓰네는 '군인'이었다는 그 차이가 헤이케 멸망 후에 드러난 것이다.
요시쓰네가 가마쿠라 방문을 제지당하고, 절절한 심정으로 자신의 처지를 항변했을 고시고에장을 받았을 때, 히라이즈미에서 자결한 그의 목이 가마쿠라에 도착했을 때 요리토모가 어떻게 반응했는지를 《아즈마카가미》는 적고 있지 않다.

### 사망 원인
각 사료에서는, 사가미 강의 다리 공양식에 참석하고 돌아오던 길에 병을 얻게 된 것까지는 일치하고 있지만, 사망 원인은 알려지지 않았다. 《아즈마카가미》는 '낙마', 《이노쿠마 간파쿠기》(猪隈關白記)는 '음수병(飮水病)', 《조큐기》(承久記)는 '수신(水神)에게 홀려', 《보력간기》는 '미나모토노 요시쓰네나 안토쿠 천황 등의 망령을 보고 정신을 잃고 병으로 쓰러졌다'고 적고 있다. 이를 바탕으로 요리토모가 사망한 원인은 오늘날까지 많은 설이 존재하며, 확정된 것은 없다. 다만 사망 시점에 대해서만은 여러 기록이 모두 일치하고 있어 의문을 품는 설은 존재하지 않는다.
낙마설
겐큐 9년(1198년) 중신인 이나게 사부로 시게나리(稲毛三郎重成)가 죽은 아내를 위해 사가미 강에 놓은 다리의 낙성식을 겸한 공양식에 참석했던 요리토모가 귀가 도중에 그만 말에서 떨어졌다는 것이 《아즈마카가미》에 기록된 가장 널리 알려진 요리토모의 사망 원인이다. 하지만 이것이 《아즈마카가미》에 등장하는 것은 요리토모 사후 13년이나 지난 뒤의 일로 《아즈마카가미》에는 다리 공양부터 장례 의식까지 요리토모의 죽음에 대한 기재가 일절 없다. 이에 대해 요리토모의 최후가 불명예스런 내용이었기에 그를 존경했던 도쿠가와 이에야스가 "명장의 수치가 될 일을 실어서는 안 된다"며 해당 부분을 숨겨버린 것이라고도 하지만, 도쿠가와 집안에만 《아즈마카가미》가 전해진 것이 아니기에 이는 사실이라고 보기 어렵다. 덧붙여 사망 원인과 낙마의 인과 관계에 따라 해석은 달라진다. 말에서 떨어진 것이 사망 원인인지 아니면 그 사망 원인 때문에 말에서 떨어진 것인지, 후자의 경우 뇌졸중 등 뇌혈관 장해가 사고 전부터 일어났을 것이라는 추정이 가능하며, 낙마 자체가 원인이라면 두부외상성 뇌내출혈을 일으켰다고 생각할 수도 있다. 낙마에서 사망까지 17일이 걸린 것을 보면 뇌졸중 후의 오연성·침하성 폐렴의 가능성이 있다.
요붕증설
낙마로 인해 뇌의 중추신경이 손상되어 항이뇨호르몬 분비에 이상을 초래하여 요붕증을 일으켰다는 설. 이 병은 소변량이 급증해 몹시 물을 찾게 된다. 또한 혈중 나트륨 농도가 저하되기 때문에 적절한 치료법이 없던 12세기에는 이 병으로 죽음에 이를 가능성도 높았다.
당뇨병설
《이노쿠마 간파쿠기》에서 말한 '음수병', 물을 마시고 싶어하는 병이란 바로 당뇨병을 가리킨다고 하는 설이지만, 당시 요리토모에게 당뇨병 증상이 있었다는 기록이 없어 가능성은 낮다.
익사설
현존하는 사료를 보면 요리토모의 죽음을 전하면서 '음수병', '사가미 강의 다리 공양', '수신의 꾐', '바다 위에 나타난 안토쿠 천황' 등 모두 '물'을 연상시키는 말이 많은데, 이를 두고 어떤 경위로 그가 물에 빠진 것이 죽음으로 연결되었다는 설이다. 오늘날 사가미 강 하구 부근은 바뉴가와(馬入川, '말이 들어간 강'이라는 뜻)라고도 불리는데, 요리토모가 타고 있던 말이 뭔가에 놀라 갑자기 날뛰다가 강으로 들어가, 낙마에 이르게 된 데에서 유래했다는 전승이 있다. 이 경우 '음수병'은 다른 생물학적인 병이 아니라 강에 빠져 허우적거리다 물을 과음한 것을 의미한다는 것이다.
망령설
이는 《보력간기》에 기록된 것이다. 당시는 망령이나 귀신의 저주 같은 것을 깊게 믿었던 사회였고, 유배 시절부터 신불에 심취했을 정도로 믿음이 깊은 요리토모에게 그 날 갑자기 요시쓰네나 안토쿠 천황의 망령이 보였다는 것이다. 왜 하필 그 날이었는가에 대해서는 설명할 수 없다. 뭔가 요리토모에게 의식장애가 있었다고 파악할 수도 있다.
암살설
아들 요리이에나 사네토모(實朝)처럼 요리토모도 누군가에게 암살된 사실을 《아즈마카가미》가 일부러 기재하지 않고 숨겨버렸다는 설이다.
오인살상설
정실인 마사코 몰래 애인을 만들어두고 밤에 몰래 만나러 가다가 맞닥뜨린 순라병에게 수상한 사람으로 오인받아 그만 살해당했다는 것이다. 마찬가지로 신빙성은 없다.

## 묘소·사당
요리토모의 묘는 가마쿠라시 오쿠라 산 중턱에 작은 돌탑이 남아 있다. 요리토모의 유해는 그가 죽은 뒤 그의 지불당에 묻혔다. 지불당은 죠지(正治) 2년(1200년)부터 법화당(法華堂)으로 불리며 많은 법요가 열렸다. 안에이(安永) 8년(1779년) 2월에는, 사쓰마번의 번주였던 시마즈 시게히데(島津重豪)가 지금의 모습으로 돌탑을 완성했다. 메이지 시대의 폐불훼석으로 석탑 앞에 있던 법화당은 파괴되어 메이지 5년(1872년)에 그 자취에 백기 신사를 짓고 요리토모를 신으로 모셨다. 석탑은 쇼와 2년(1927년)에 '법화당터(미나모토노 요리토모 묘)'로서 일본의 국가 사적으로 지정되어 오늘날에 이르고 있다.
쓰루가오카 하치만구 경내에도 동명의 신사가 있는데, 신사의 전승에 따르면 요리토모의 부인 마사코가 조정으로부터 시라하타 대명신의 신호를 받아 죠지 2년에 창건했다고 하며, 미나모토노 요리이에가 지었다고도 한다. 메이지 21년(1888년)에 지금의 자리에 옮겨 지었으며 메이지 이후로는 닛코 토쇼구(日光東照宮)의 상전(相殿)으로도 모셔지고 있다.
오늘날에는 매년 4월 13일, 요리토모의 기일로 알려진 날에 쓰루가오카 하치만구의 신직(神職) 주재로 '미나모토노 요리토모 공 묘전제'가 행해지고 있다. 이 날에는 가고시마의 시마즈 집안의 대표도 참례한다. 또한 닛코 토쇼구에서 봄과 가을에 행해지는 천인무사행렬에서는 요리토모의 신여(神輿)를 멘 행렬이 참배길을 왕복하며, 효고현 가와니시시에 있는 타다(多田) 신사의 겐지마츠리에서는 요리토모로 분장한 기마무사도 볼 수 있다.

## 같이 보기
- 세이와 겐지
- 요시카와 에이지

### 내용주
1. ↑  다른 형제들에 비해 어머니쪽 신분이 훨씬 높았던 요리토모가 실질적인 요시토모의 후사로서 대우받은 것으로 보인다.
2. ↑  이런 이유로 자라서는 '스케 나리(佐殿, すけどの)'라 불리게 된다.
3. ↑  요리토모 일행이 수도를 빠져나가던 당시의 상황을 여러 책은 다음과 같이 서술한다./1. 군담소설 《헤이지 이야기》에 보면 일행이 오미 국에 이르렀을 때, 오랜 싸움으로 지쳐 있던 요리토모는 들길에서 그만 말등에서 조는 바람에, 일행과 떨어져 쫓기게 되었다. 처음에는 이를 벗어나 야슈(野州)에서 일행과 합류하지만, 눈 때문에 일행이 말에서 내려 걷는 와중에 다시 일행을 놓쳐 1월 내내 아사이에 숨어 있었다. 그 사이에 요시토모의 처자가 살고 있던 미노 국의 세이묘(靑墓)에 도달한 일행은 그곳에서 상처가 악화된 둘째 형 도모나가를 잃고 아버지 요시토모마저 오와리 국 노마에서 오사다 다다무네의 배반으로 살해된다. 이를 안 맏형 요시히라는 혼자서라도 기요모리를 죽이려고 교토로 돌아와 옛 가신들과 함께 변장하고 기요모리를 암살할 기회를 노리다 붙들려 로쿠조가와라에서 참수되었다. 요리토모는 눈이 녹자 아사이를 떠나 세이묘를 거쳐 오와리에 도착했지만 붙잡히고 만다.(금비라계본) 또는 오미 국 오요시지(大吉寺)에 숨었다가 오미의 아사이 북군의 노부부의 도움으로 숨었으나 세키가하라에서 붙들렸다.(고태본)/2. 《청해안초》(淸獬眼抄, 게비이시의 심문기록)에 보면 2월 9일 오미에서 요리토모가 붙잡혔다고 한다./3. 《아즈마카가미》는 오요시지에 숨어 있었다고 한다. 금비라계본 《헤이지 이야기》를 제외하면 요리토모가 미노의 세이묘에 갔다는 기재는 어디에도 없다.
4. ↑  《헤이지 이야기》에 따르면 이케노젠니는 일찍 세상을 떠난 아들 이에모리(家盛)와 요리토모의 용모가 서로 닮은 것을 보고 요리토모에게 연민을 느껴, 기요모리에게 요리토모의 구명을 호소했다고 한다.
5. ↑  당시 기요모리 편에 가담했던 셋쓰 겐지(攝津源氏)의 미나모토노 나카쓰나(源仲綱)가 요리토모 유배 당시 이즈노카미(伊豆守)를 맡고 있었다는 설이 있다.
6. ↑  《구칸쇼》에는 요리토모의 나이가 너무 어린 것을 가엾게 여겨 목숨만 구해주라고 탄원했다는 기록도 있다. 이러한 요리토모의 구명 호소에는 고시라카와인이나 그 누나 조사이몬인의 의향도 있었다는 설도 있다. 또한 헤이지의 난의 본질은 인의 근신들끼리의 싸움이고 요시토모는 노부요리에게 종속된 사람의 한 명에 지나지 않았으며, 난 전체에서 요시토모의 입장이란 종래 생각하던 것보다 실제로 굉장히 미약했던 점을 들 때, 그 자식인 요리토모에 대한 처분이 가벼웠던 것도 당연하다, 는 지적도 있다.
7. ↑  이케노젠니의 구명 탄원에서 유배지에서 호조 도키마사의 감시와 보호를 받기에 이르는 과정에 대해 도키마사의 후처인 마키노 카타(牧の方)의 아버지 무네치카(宗親)를 이케노젠니의 남동생 후지와라노 무네치카(藤原宗親)와 동일인물로 보고, 이케노젠니 소생으로 기요모리와는 사이가 소원했던 이복동생 다이라노 요리모리(平賴盛)가 고의적으로 요리토모의 신병을 계속 보호해 줬을 거라고 보는 학설도 있다.
8. ↑  혼인 시기는 확실하지 않지만 맏딸 오히메의 생년인 지쇼 2년(1178년) 무렵으로 추정된다.
9. ↑  이 거병의 결의에는 교토의 미요시 야스노부가 보내온 정보나 교토에서 내려온 무사 미우라 요시즈미 · 지바 쓰네타네(千葉常胤) 등의 조언도 한몫했다고 한다(《아즈마카가미》). 덧붙여 헤이시의 본래 추토 목적은 이즈에 잠복해 있던 미나모토노 요리마사의 손자 아리쓰나(有綱)로 요리토모가 표적이 되고 있었다는 것은 오보이며, 현지를 관할하던 지행국주(知行國主)의 교체로 난처한 입장에 처한 재청관인이자 요리마사의 게닌(家人)이었던 구도 시게미쓰가 아리쓰나의 대리로서 요리토모를 내세웠다는 견해도 있다.
10. ↑  《아즈마카가미》에 따르면 이때 장인인 호조 도키마사를 가이 국에 보내어, 가이 겐지(甲斐源氏)의 다케다 노부요시(武田信義)에게 가세를 요청하도록 했다고 있지만, 엔케이본 《헤이케 이야기》에서는 도키마사는 이시바시 산에서 패한 직후 직접 가이 국으로 향하고 있다.
11. ↑  덧붙여 《아즈마카가미》에 의하면 요리토모가 아와에 상륙한 뒤, 처음에는 아와 국 사람인 안자이 가게요시(安西景益)의 환대를 받고 보소 반도에서 북상할 때, 아와 국 사람인 나가사 쓰네토모(長狹常伴)의 습격을 받았으나 이때 합류한 미우라 요시즈미의 도움으로 쓰네토모를 격퇴했다. 그 뒤 치바 쓰네타네가 요리토모에 가세하고, 쓰네타네의 적손 나리타카(成胤)가 9월 13일에 친헤이시파였던 시모우사 국 모쿠다이를 멸했으며 다음날(14일) 이전부터 치바 집안과 적대 관계였던, 친헤이케 친척이자 센다(千田)의 호간다이(判官代) 후지와라노 지카마사(藤原親政)를 생포했다. 17일에는 쓰네타네의 참가도 기다리지 않고 3백여 기로 시모우사의 고쿠후에 들어갔으며 이때 쓰네타네가 보낸 미나모토노 요리타카(源賴隆)가 가세했다(요리타카는 헤이지의 난 때 전사한 미나모토노 요시타카의 아들로, 요리토모는 자신과 비슷한 처지를 겪은 그를 쓰네타네의 윗자리에 앉게 했다고 한다. 19일에 당초 사태의 추이를 지켜보던 가즈사노 히로쓰네가 2만 기를 거느리고 참가해 왔는데, 요리토모는 기뻐하기는커녕 거꾸로 히로쓰네가 늦게 참가한 것을 몹시 비난했고 이에 히로쓰네는 두려움을 느껴 요리토모에게 공손하게 대했다고 한다(덧붙여 이때 히로쓰네의 행동에 대해서는 현재 의문이 제시되고 있다). 또한 요리토모의 보소 북상에 대해서는 《아즈마카가미》 외에 엔케이본 《헤이케 이야기》나 《겐페이투쟁록》, 《겐페이성쇠기》 등의 문학작품에서 세부 사정에 대해 조금씩 다르게 기록되어 있다.
12. ↑  사실 이 싸움에서 승리한 것은 가이 겐지이고 요리토모군은 그 배후에서 헤이케군과는 직접적인 전투를 치르지 않았다는 견해도 있다.
13. ↑  마사코의 순산 기원을 위해 쓰루가오카 하치만구의 참배길을 다른 고케닌들과 함께 일일이 직접 손으로 쌓아 올렸다고 한다. 그러나 또한 마사코의 임신 중에 가메노마에(龜の前)과 밀통해, 이를 안 마사코에 의해 가메노 마에의 집이 부서지기도 했다(《아즈마카가미》).
14. ↑  그때 이미 요리토모는 자신이 실력으로 제압한 지역의 영지에서의 조세 수취나 고케닌에 대한 상벌을 조정의 허가와는 별개로 임의 시행하고 있었는데, 조정의 입장에서 이는 비공식적인 것이었다. 이 선지를 통해 당초 조정으로부터 '반군'으로 인식되던 요리토모의 가마쿠라 정권은 조정으로부터 공식적으로 인정받는 세력이 되었다.
15. ↑  남편의 죽음을 듣고 오히메는 한탄하고 슬퍼하다 마침내 병까지 얻게 되었고, 분개한 마사코의 호소로 요시타카를 토벌했던 치카이에의 게닌 후지우치 미쓰즈미(藤內光澄)가 요리토모의 명으로 잡혀 효수되었다. 하지만 오히메는 그 뒤 점점 쇠약해져 결국 20세의 나이로 요절하게 된다.
16. ↑  한때 요리토모의 생명을 구해준 은인 이케노젠니의 아들이다.
17. ↑  도다이사는 일찍이 시게히라의 공격으로 불탔던 바 있다.
18. ↑  가마쿠라 막부의 쇼군이 직할 지배했던 지쿄고쿠. 또는 무로마치 시대에 가마쿠라 부(鎌倉府)가 지배했던 쿠니들을 가리킨다. 간토지쿄고쿠(關東知行國) · 간토분고쿠(關東分國)이라고도 말한다.
19. ↑  나이란에게는 천황에게 바쳐지는, 혹은 천황의 재가를 받은 모든 공문서들을 가장 먼저 열람할 수 있는 권리가 있었다.
20. ↑  《아즈마카가미》동년 12월 6일조, 《교쿠요》(玉葉)동년 12월 27일조. 다만 의주공경이라고 친가마쿠라파로만 이루어진 것은 아니고, 이때 해임된 근신들도 나중에 법황의 요청으로 다시 복권되었기에 요리토모의 의도가 모두 관철되었다고 하기는 어렵다. 다만 가네자네를 나이란으로 삼음으로서 인의 자의적인 행동을 억제하는 효과는 있었다.
21. ↑  지금의 모리오카시인 구리야가와는 일찍이 전9년의 역에서 요리토모의 선조 미나모토노 요리요시가 아베노 사다토(安倍貞任) 등을 토벌한 땅으로, 그 가례를 모방해 구리야가와에서 야스히라를 토벌하고자 했던 것으로 해석된다.
22. ↑  요리토모는 당시 남관동 무사정권 내부에서의 논공행상 문제로 일부 친족들에게만 '미나모토' 성씨를 쓰는 것을 허락하고 있었다. 이를 고몬후타쓰라고 한다.
23. ↑  무네모리의 발언으로 "내 아들과 손자, 한 명도 빠짐없이 그 시신은 요리토모 앞에서 보여야 할 것이다."라고 했다는 기요모리의 유언이 《교쿠요》에 등장하고 있다. 요리토모에 맞서 끝까지 싸우다 죽어야지 편안하게 집안에 누워서 죽을 생각은 하지 말라는 의지가 담겨있다고 보인다.

### 설명주
1. ↑  당에서는 황태자의 명령을 전하는 문서를 '영(令)'이라고 했지만, 일본에서는 황태자의 명령뿐 아니라 삼후(三后, 태황태후·황태후·황후)가 내는 문서도 이에 준했다. 헤이안 중기 이후로는 황태자나 삼후 이외의 황족(뇨인女院·황태자·여러 왕)의 것도 영지로 불리게 되었다.
2. ↑  「오니부샤」라는 아명은 《계도찬요》(系圖纂要)에, 「오니타케마루」라는 아명은 《속군서유종》의(續群書類從) 「세이와 겐지 계도」에 나온다.
3. ↑  《조슈후지》(張州府志)에 오와리 하타야 태생이라는 기록이 있다. 하타야에서 태어났으므로 어려서는 「하타야부샤오」(幡屋武者王)라고도 불렸다고 《오와리지》(尾張志)나 《계도찬요》 등의 문헌에 수록되어 있다. 《오와리명소도회》(尾張名所圖繪, 전편, 5권)에는 아쓰타 신궁 서쪽에 있는 서원사에서 요리토모가 태어났다고 전하며, 이곳에는 오늘날 「고다이쇼 요리토모공 탄생 구지」(舊地)라 새긴 기념비가 세워져 있다.
4. ↑  황후에 준하는 지위로서 명목상의 어머니.
5. ↑  지방관인 고쿠시의 대리인.
6. ↑  요시야스의 아내 보몬히메(坊門姬)는 요리토모와는 친남매 사이다.
7. ↑  《고사기》 및 《일본서기》에서 스진 천황의 제1황자였다 전하는 도요키이리비코노 미코토(豊城入彦命). 아우 스이닌 천황이 뒤를 이어 천황이 된 뒤, 도고쿠를 다스리기 위해 동쪽으로 파견되었다고 한다. 사후에 신으로 모셔진 그의 전설은 왕족에 의한 국가평정 설화의 일부이며, 초기 야마토 왕권의 지배력이 지방으로 뻗어나가는 모습을 시사하고 있다는 견해가 있다.
8. ↑  요리토모가 곤노다이나곤·고노에노다이쇼 직을 필사적으로 사임한 것은 이들 관직 모두 교토 조정의 공사 운영에서 빼놓을 수 없는 중요한 지위에 있었으며, 조정의 공적인 일에 참가할 의무가 있었던 이들 관직을 사임하지 않고는 가마쿠라로 돌아올 수 없을 거라는 판단 때문이었던 것으로 보인다.
9. ↑  고시라카와 법황의 후궁.
10. ↑  결국 겐큐 7년(1196년) 11월, 가네자네는 미치치카의 모략을 받고 일족과 함께 실각했으며, 요리토모는 이를 묵인한 것으로 보인다. 일본 역사에서는 이를 '겐큐 7년의 정변'이라 부르며, 이는 반(反)막부파의 대두를 초래해 조큐의 난 발발의 한 원인이 되었다.
11. ↑  이와 관련된 요네쿠라의 일본 현지의 저서로는 1995년에 헤이본자(平凡社)에서 발간된 『그림은 말한다(4) - 미나모토노 요리토모상 침묵의 초상화(원제: 絵は語る(4) 源頼朝像 沈黙の肖像画)』와 2006년에 발간된 『미나모토노 요리토모상ㅡ침묵의 초상화(원제: 源頼朝像 沈黙の肖像画)(헤이본쟈 라이브러리))』 등이 있다.
12. ↑  요리토모 자신의 무예는 뛰어났지만 전투 지휘관으로서는 두드러지는 실적을 드러낸 적이 없다.
13. ↑  가마쿠라 시대를 자랑스럽게 생각한다는 작가 나가이 미치코(永井路子)는 요리토모를 '새롭게 일어서던 도고쿠 무가 세력의 상징'으로 평가하면서도 그 실적을 요리토모 한 개인에게 몰아주는 식의 과대평가를 경고한다. 한편으로는 그가 가진 정치적 능력이나 인재 장악 능력은 높게 평가하며, 일본 역사에 있어 조직 만들기의 천재로서 그의 손재주는 후세에 그를 표본으로 삼았던 도쿠가와 이에야스보다도 훨씬 정교하다고 호평하고 있다.(『미나모토노 요리토모의 세계』 중에서).
14. ↑  남북조 시대인 14세기에 성립된 역사책. 호겐의 난이 있었던 호겐 원년(1156년)을 시작으로 고다이고 천황이 붕어하는 랴쿠오 2년(1339년)까지의 사건들을 수록하고 있다. 가마쿠라 시대 후기에서 남북조 시대 초기를 연구하는 기본 사료의 하나로 꼽히며, 오늘날 일본에서 쓰이는 가마쿠라 시대 주요 사건의 명칭 및 용어는 대부분 이 책에서 비롯되었다.
15. ↑  《아즈마카가미》겐랴쿠 원년 8월 17일조.
16. ↑  같은 책 동년 8월 3일조. 이때 요시쓰네가 진압한 다이라노 노부카네가 이세에서 일으킨 반란을 일본 역사에서는 '3일의 난'이라고 부른다.
17. ↑  같은 책 분지 5년 윤4월 30일조. 이는 같은 책에서 요시쓰네 대신 헤이케추토사가 되었다는 노리요리보다도 사흘이나 앞선 것이다.
18. ↑  조큐의 난에 대한 기록.
19. ↑  정확히는 '빠졌다'고 해야 한다. 요리토모가 죽은 겐큐 9년을 전후한 3년간의 기록이 《아즈마카가미》에는 빠져 있다.
20. ↑  기록에서 말한 '음수병(飮水病)'은 풀이하면 '물 마시는 병', '물을 몹시 찾는 병'이라는 뜻이다.

| 전임 미나모토노 요시토모 | 제7대 가와치 겐지 동량 1160년 ~ 1199년 | 후임 미나모토노 요리이에 |